# 이슬람교에 대한 비판
이슬람교에 대한 비판(Criticism of Islam)은 학술적인 비판, 정치적 비판, 종교적 비판, 개인적인 의견 등 다양한 형태로 나타날 수 있다. 비판의 대상은 이슬람의 믿음, 관행, 교리 등이 포함된다.
이슬람에 대한 비판은 초기 형성 단계부터 존재했으며, 기독교인, 유대인, 이븐 알라완디와 같은 일부 개종한 무슬림들이 초기에 반대 의견을 표명했다. 알 마아리, 아부 이사 알 와라크, 이븐 알 라완디, 아부 바크르 알 라지 등이 있었으며 모든 종교를 반대하는 무신론자들도 있었다. 이후 9·11 테러 이후 이슬람 세계 자체도 비판에 직면했다.
이슬람에 대한 비판은 이슬람의 예언자인 무함마드의 공적 생활과 사적 생활 모두에 집중되어 있다. 쿠란과 하디스 모두 이슬람의 성서의 진위와 도덕성에 관한 문제들도 비판론자들에 의해 논의된다. 이슬람에 대한 비판은 제도적 노예제 승인과 이슬람 제국주의가 원주민 문화에 미친 영향 등 역사적 관행에 대해서도 제기되었다. 최근에는 이슬람의 믿음 중 인류의 기원, 예정설, 신의 존재, 신의 본성에 대한 비판은 철학적 및 과학적 불일치로 인해 제기되었다.
다른 비판은 현대 무슬림 다수 국가 내 개인에 대한 대우에 집중되어 있으며, 특히 이슬람법 적용과 관련된 인권 문제가 포함된다. 2014년 기준으로 전 세계 국가의 26%가 신성을 모독하는 것을 반대하는 법을 가지고 있으며, 13%는 반배교법도 가지고 있다. 2017년까지 13개의 무슬림 국가가 배교 또는 모독에 대해 사형을 부과했다. 현대 다문화주의의 수용 속에서 이슬람이 무슬림 이민자들이 수용 국가에 동화하려는 의지나 능력에 어떻게 영향을 미칠 수 있는지에 대한 비판도 제기되었다.
무슬림 학자들은 역사적으로 변증론과 이슬람 교리에 대한 신학적 방어를 통해 비판에 대응해왔다.

## 역사적 배경
히즈라 이후 약 50년 후 성 요한 다마스쿠스와 같은 초기 기독교의 이슬람에 대한 반응은 신학적 반대와 정치적 갈등에 의해 형성되었다. 노먼 대니얼에 따르면 요한의 이슬람 묘사는 이슬람을 이슬람 이전의 다신교와 혼동하여 무슬림 관행을 카아바의 우상 숭배와 연결시켰다. 당시 기독교 논쟁 글은 이슬람에 대해 "유례없이 엄격한 태도"를 취했으며, 무슬림이 믿는 것이 기독교 교리에 부분적으로 맞더라도 이를 비난했다. 대니얼은 이슬람에 대해 사용된 방법이 기존의 기독교 신학 논쟁 기술을 적용했으며, 종종 진정한 이해보다는 공격적인 반박을 선호했다고 언급한다. 대니얼은 이러한 초기 편견의 패턴이 이후 유럽 오리엔탈리스트 학문으로 희석되지 않고 이어져 현대에 이르기까지 이슬람에 대한 견해에 영향을 미쳤다고 주장한다.
중세 무슬림 사회 또한 이븐 알라완디와 아부 바크르 알 라지 같은 비정통적인 목소리를 내었는데, 그들의 예언에 대한 급진적인 비판은 신학자와 철학자 모두로부터 강력한 반박을 불러일으키며 당시의 활발한 지적 논쟁 문화를 보여주었다.:224 11세기의 반출생주의자이자 모든 종교의 비평가인 알 마아리는 "만연한 비관주의"로 유명했다. 그는 이슬람이 진리를 독점하지 않는다고 믿었다.:224 철학자 압드 알라 이븐 알 무카파 (d.  756c.)로 알려진 변증론 저술은 이슬람에 대한 마니교의 방어와 이슬람의 신 개념에 대한 비판을 포함하며, 꾸란의 신을 매우 비판적인 용어로 특징짓는다. 유대인 철학자 이븐 캄무나는 이슬람을 비판했다. 이는 샤리아가 정의 원칙과 양립할 수 없다는 논리였다.
이븐 알 라완디와 같은 반대 목소리가 나타나는 동시에, 주류 무슬림 학자들은 내부 및 외부 비판에 맞서 이슬람 교리를 적극적으로 강화하고 있었다. 호지슨이 지적했듯이, 전통주의 아타리스, 아슈아리스, 마투리디스를 포함한 다양한 사상가들이 때로는 전승된 텍스트에 엄격하게 고수하고 때로는 합리적인 체계화를 통해 계시에 대한 강력한 방어를 개발했다. 논쟁을 피하기보다는 공개 토론을 책임으로 여기며, 호지슨이 중세 역사상 가장 창의적으로 활발한 분위기 중 하나로 묘사하는 지적으로 일관성 있고 탄력적인 이슬람 세계관을 명확히 표현하기 위해 노력했다.
중세 동안 기독교 교회 관리들은 이슬람을 기독교 이단 또는 우상 숭배의 한 형태로 흔히 묘사했다. 대니얼은 중세 대부분 동안 이슬람에 대한 기독교의 이해는 직접적인 무슬림 자료와의 교류보다는 계승된 고정관념과 논쟁 전통에 더 기반을 두었다고 강조한다. 그들은 이슬람을 영적인 종교가 아닌 물질적인 종교로 보았으며 종종 종말론적인 용어로 설명했다. 18세기와 19세기에 유럽 학자들은 이슬람을 유대교와 기독교 같은 서양 종교와 구별되는 이국적인 동양 종교로 묘사했으며 때로는 "셈족" 종교로 분류하기도 했다. 많은 사람들이 "무함마드주의"라는 용어를 사용하여 무함마드의 행동에 초점을 맞춰 이슬람을 비판했으며, 이슬람을 아브라함 종교의 후계자가 아닌 기독교의 파생물로 격하했다. 이와 대조적으로 오늘날 많은 학자들은 이슬람을 유대교 및 기독교와 관련된 아브라함 종교로 연구한다. 기독교 변증론자 G. K. 체스터턴은 이슬람을 기독교의 이단 또는 패러디로 비판했다. 데이비드 흄 (d. 1776)은 자연주의자이자 회의주의자로서 일신론을 다신교보다 "건전한 이성에 더 편안하다"고 여겼지만 이슬람은 기독교보다 더 "무자비하다"고 보았다.
안티오키아의 바울 대주교는 무함마드를 예언자로 받아들였지만, 그의 사명이 보편적이라고 생각하지 않았고 기독교 법이 이슬람 법보다 우월하다고 여겼다. 12세기 랍비인 마이모니데스는 이슬람의 엄격한 일신론을 의심하지 않았고, 이슬람을 전 인류를 참된 유일신 숭배로 이끄는 신성한 섭리의 도구로 여겼지만, 무슬림 정권의 실질적인 정치를 비판했고 이슬람의 이슬람 윤리와 정치를 유대교의 것보다 열등하다고 생각했다.
문화 비평가 에드워드 사이드는 그의 에세이 "서양의 시선으로 본 이슬람"에서 서양의 이슬람에 대한 시선이 종교적, 심리적, 정치적 이유로 특히 적대적이며, 이 모든 것은 "서양에 관한 한 이슬람이 강력한 경쟁자일 뿐만 아니라 기독교에 대한 늦은 도전을 나타낸다"는 느낌에서 비롯된다고 주장한다. 그의 견해에 따르면 동양학 사상의 일반적인 기반은 이슬람을 연구 대상으로서 열등한 위치에 두는 연구 구조를 형성하여, 학자들의 문화적 구성의 결과로 오리엔탈리스트 저술에 상당한 편견을 형성한다.

## 비판의 대상

### 이슬람의 확장
비잔틴 제국 황제 마누일 2세 팔레올로고스(r. 1391–1425)와 페르시아 학자 간의 대화에서 황제는 이슬람을 칼로 전파된 신앙으로 비판했다. 이것은 계몽시대 동안 유럽에서 오스만 제국과 동의어였던 이슬람을 피비린내 나는 무자비하고 불관용적인 종교로 보는 일반적인 견해를 반영한다. 더 최근에는 2006년 교황 베네딕토 16세가 공개적으로 인용한 마누일 2세의 유사한 발언은 무슬림 인사들로부터 이슬람에 대한 모욕적인 오해로 여기는 부정적인 반응을 불러일으켰다. 이와 유사하게 인도 사회 개혁가 판디트 렉 람 (d. 1897)은 이슬람이 폭력과 부에 대한 욕망을 통해 성장했다고 생각한 반면, 나이지리아 작가 월레 소잉카는 이슬람을 주로 폭력과 힘으로 전파되는 "미신"으로 간주한다.
이 "칼에 의한 정복" 논지는 이슬람의 초지역적 발전을 다양한 정치적, 사회적, 경제적 과정을 포함하는 다면적인 현상으로 간주하는 많은 역사학자들에 의해 반대된다. 첫 번째 확장 물결은 초기 무슬림들이 메카의 박해를 피하여 메디나로 이주하고 이후 메디나가 개종한 것으로, 실제로 평화적이었다. 이후 몇 년 동안 무슬림들은 630년 메카의 평화적 항복까지 빈번한 메카의 침입에 맞서 스스로를 방어했다. 632년 그가 사망할 무렵, 대부분의 아라비아 부족은 그와 정치적 동맹을 맺고 자발적으로 이슬람을 받아들여 미래 지역 확장의 기반을 마련했다. 이후 몇 세기 동안 이슬람은 군사적 정복과 비군사적 수단을 결합하여 아라비아를 넘어 확장되었다. 초기 이슬람 제국이 시리아, 페르시아, 이집트, 북아프리카로 확장된 반면, 이슬람은 종종 그 지역에서 여러 세대 동안 소수 종교로 남아 있었는데, 일부 학자들은 이를 정치적 정복이 본질적으로 광범위한 종교 개종을 낳지 않았다는 증거로 삼는다.
특히 사하라 사막 이남 아프리카, 중앙아시아, 동남아시아 등 초기 제국 영역 밖의 많은 지역에서는 이슬람이 주로 무역, 문화 통합, 선교 활동을 통해 확산되었다. 역사학자 마셜 호지슨은 이슬람이 무슬림 상인과 선교사들이 군사력 중심지에서 멀리 떨어진 상업 중심지와 시골 마을에 신앙을 전파하면서 "경제 확장 물결에 대중 종교"가 되었다고 기록했다. 이러한 개종은 종종 자발적이었으며 이슬람의 사회 질서, 법률 기관, 공동체 윤리의 매력과 연결되었다.

### 성서

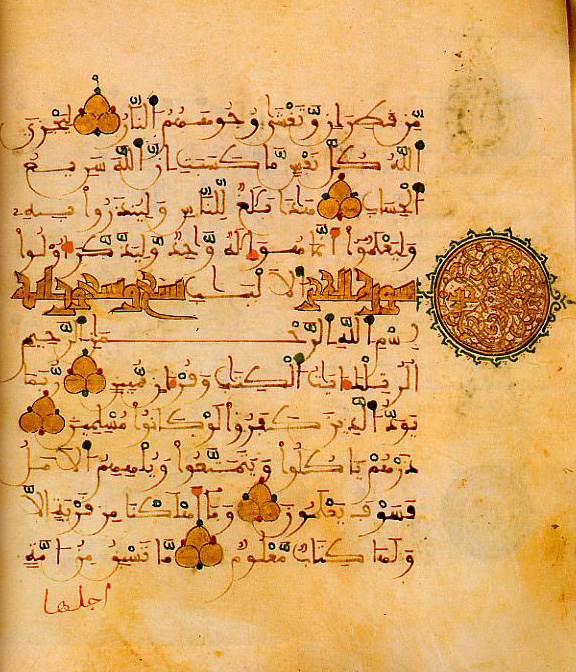
12세기 안달루시아주의 쿠란

무함마드의 생애 동안 꾸란은 주로 구전으로 보존되었고, 그의 동반자들이 기록한 여러 필사본 파편이 존재했다. 일부 수정주의 학자들은 꾸란이 현재 형태로 완전히 편찬된 것은 훨씬 나중에, 어쩌면 무함마드의 사망 후 150년에서 300년 사이일 수 있다고 주장한다. 표준 이슬람 견해는 꾸란이 632년 무함마드 사망 직후에 편찬되었고 우스만 이븐 아판(r. 644–656) 칼리프 시대에 정전화되었다고 주장한다. 이 입장은 필사본 증거와 최근 연구에 의해 점점 더 지지되고 있다. 방사성 탄소 연대 측정으로 568-645년으로 추정되는 버밍엄 꾸란은 니콜라이 시나이가 꾸란 텍스트의 상당 부분이 650년대까지 이미 유통되고 있었으며 완스브로의 후기 정전화 이론은 이제 "안전하게 배제되었다"고 결론짓게 했다. 마리안 반 푸텐 역시 초기 필사본들이 독특한 철자 패턴을 공유하며 단일 기록 출처, 즉 우스만 코덱스에서 파생되었음을 나타낸다고 본다.
쿠란은 그 자체의 모방 불가능성과 완전성을 주장하는데, 이 주장은 비판가들에 의해 반박되었다. 한 가지 비판은 꾸란에서 신에 대한 문장이 때때로 신이 화자인 문장으로 즉시 이어진다는 것이다. 알리 다슈티(d. 1982)는 꾸란의 특정 구절에서 "화자가 신일 수 없다"고 비판했다. 마찬가지로 세속 작가 이븐 와라크는 수라 알파티하를 "분명히 신에게 기도의 형태로 전달되는" 구절의 예로 제시한다. 그러나 무스탄시르 미르와 마이클 셀스와 같은 학자들은 화자나 대명사의 이러한 갑작스러운 전환(아랍어로 이틸파트라고 함)이 고전 아랍어 스타일의 일반적이고 의도적인 특징이라고 설명한다. 이는 청취자의 참여를 유지하고 주요 아이디어를 강조하거나 톤의 전환을 표시하기 위해 사용된다. 미르는 이 기법이 쿠란의 전체 구조와 리듬을 어떻게 강화하는지 보여주는 반면, 셀스는 또한 신이 언급되는 방식을 변경함으로써 쿠란이 그분을 하나의 고정된 역할이나 인물로 제한하는 것을 피하는 신의 내재적 초월성을 반영한다고 주장한다.
기독교 신학자 필립 샤프 (d. 1893)는 꾸란의 시적인 아름다움, 종교적 열정, 현명한 조언을 칭찬하지만 이것이 "불합리함, 허풍, 무의미한 이미지, 저속한 감각성"과 혼합되어 있다고 본다. 게르트 R. 푸인 오리엔탈리스트는 꾸란에 이해하기 어려운 구절이 많다고 믿는데, 이는 무슬림과 많은 다른 오리엔탈리스트들이 거부하는 견해이다. 중세 논쟁 작품인 알킨디의 변명은 꾸란의 서사가 "모두 뒤죽박죽 섞여 있다"고 묘사하며, 이를 "여러 다른 손길이 작용했음을 보여주는 증거"로 간주한다. 이러한 비판은 꾸란을 현대 서적으로 읽는 것에서 비롯된 경우가 많다고 일부 학자들은 말한다. 안젤리카 노이비르트와 같은 학자들은 목소리의 갑작스러운 변화와 반복이 실수가 아니라 라이브 관객의 주의를 끌고 의미를 명확히 하는 방법이라고 설명한다. 마이클 셀스는 꾸란의 리듬과 소리 패턴이 특히 초기 장에서 어떻게 이해되었는지에 핵심적이라고 지적한다. 그리고 무스탄시르 미르와 알 주르자니와 같은 고전 학자들이 보여준 것처럼, 주제의 갑작스러운 변화처럼 보이는 것이 종종 세심한 디자인을 반영하여 아이디어가 자연스럽게 흐르고 핵심 내용에 추가적인 무게를 실어준다는 것이다.

#### 기존 출처 비판

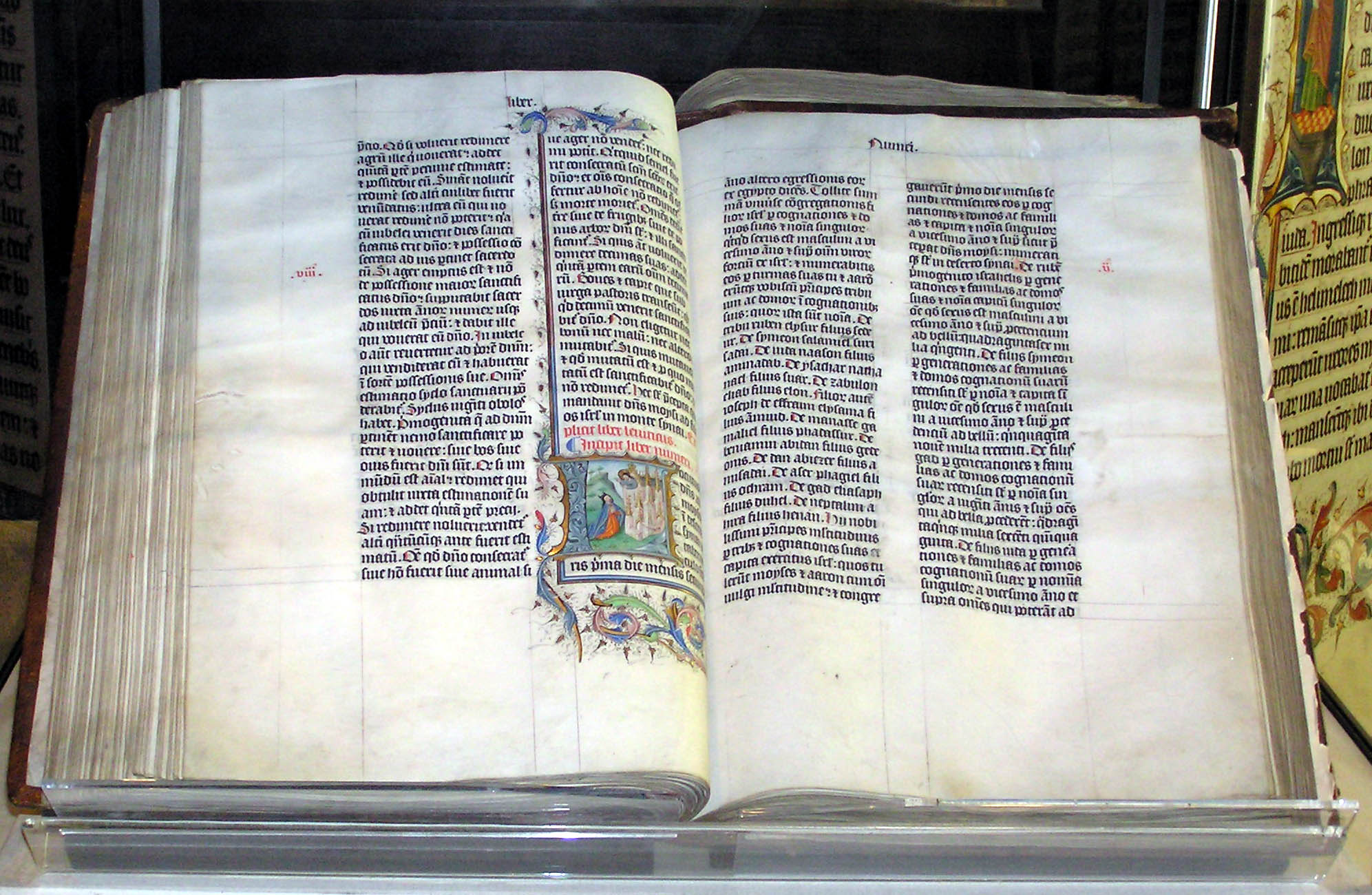
비판가들은 꾸란이 다양한 기존 출처에 의존하는 것을 인간 기원의 증거로 본다.

비판가들은 전통적인 신성 계시 내러티브에 반대하기 위해 다양한 기존 출처를 지적한다. 일부 학자들은 꾸란의 3분의 1이 이슬람 이전 기독교 기원을 가지고 있다고 계산했다. 성경 외에도 꾸란은 야고보의 원복음, 위 마태 복음, 그리고 여러 유년기 복음서와 같은 여러 외경 출처에 의존한다고 한다. 특정 서사는 유대인 미드라시 탄후마 문학과도 평행선을 이룰 수 있다고 하는데, 여러 서사는 꾸란 5:31에서 카인이 아벨의 시신을 묻는 것을 배우는 내용과 같이 유대인 미드라시 탄후마 출처에 의존하며, 일부는 미드라시 탄후마와 연결된다. 기독교 변증론자 노만 가이슬러는 꾸란이 기존 출처에 의존하는 것이 순전히 인간 기원의 한 증거라고 주장한다. 리처드 캐리어는 이슬람이 이슬람 이전 기독교 출처에 의존하는 것을 이슬람이 토라를 준수하는 기독교 종파에서 파생되었다는 증거로 본다. 그는 또한 꾸란의 기원을 평가하는 데는 여전히 학자들을 분열시키는 미해결 질문과 방법론적 과제가 포함된다고 지적한다.
이슬람 신앙에서 꾸란이 이전 경전을 언급하는 것은 그것들을 복사한 것이 아니라 확인하고 교정하는 것으로 간주된다. 꾸란은 스스로를 "그 이전에 온 것을 확인하고 그 위에 보호자" (Q 5:48)라고 묘사하며 타흐리프 개념을 언급한다. 타흐리프는 이전 계시가 신성하게 계시되었지만 나중에 왜곡되었다는 믿음이다. 시드니 H. 그리피스 학자는 꾸란이 이전 경전을 확인하면서 이슬람 관점에서 벗어난 믿음을 교정한다고 설명한다. 그는 또한 이러한 이야기의 많은 부분이 고대 후기에 구두로 전파되었으며 꾸란이 이들과의 상호 작용을 "단순한 반복이 아닌 재현"으로 묘사한다고 덧붙인다. 안젤리카 노이비르트 역시 꾸란을 공유된 경전 문화의 일부로 보며, 익숙한 자료를 재구성하여 그녀가 "폴리포닉하고 다층적이며 매우 참조적인 텍스트"라고 부르는 것을 만든다. 가브리엘 사이드 레이놀즈는 꾸란이 역사 기록보다 설교처럼 기능한다고 설명한다. 즉, 이전 텍스트를 복제하기보다는 자신의 신학적 메시지를 전달하기 위해 알려진 서사를 활용한다.

#### 하디스 비판
하디스(순나(무함마드의 말과 행위)와 관련된 무슬림 전통)에는 정치적 갈등, 종파주의 편견, 원문 그대로가 아닌 근본적인 의미를 번역하려는 욕구라는 세 가지 주요 오염 출처가 존재한다고 제안되었다.
이슬람 내 신학적 운동인 쿠란주의자들은 쿠란 자체가 인도를 위해 충분하며, 본질적인 것이 누락되지 않았다고 주장하며 그 권위를 거부한다. 그들은 하디스에 의존하는 것이 사람들이 무함마드에게 주어진 하나님의 계시의 원래 의도에서 벗어나게 만들었다고 믿는다. 그들은 오직 꾸란만을 따르는 것이라고 본다. 굴람 아흐메드 페르베즈는 이러한 비판가 중 한 명이었고 수천 명의 정통 성직자들로부터 비신앙자로 비난받았다. 그의 저서 Maqam-e Hadith에서 그는 꾸란의 가르침에 어긋나는 모든 하디스를 예언자에게 잘못 귀속된 것으로 간주했다. 카심 아흐마드는 일부 하디스가 과학과 충돌하는 아이디어를 촉진하고 종파적 문제를 야기한다고 주장했다. 이 견해는 일부 개혁주의 집단에서 주목받았지만, 이슬람 사상에서 소수 입장에 머물러 있다.
주류 이슬람 전통에서는 꾸란이 무슬림들에게 예언자의 모범을 따르도록 기대하며, 이는 주로 하디스를 통해 보존된다고 본다. 꾸란 59:7("...사도가 너희에게 주는 것은 무엇이든 받아라...")과 같은 구절이 종종 근거로 인용된다. 조나단 A. C. 브라운과 같은 학자들은 하디스가 꾸란에 추가되는 것이 아니라, 기도나 단식 방법과 같은 꾸란의 더 일반적인 명령에 대한 실용적인 설명으로 여겨진다고 설명한다. 그는 또한 초기 무슬림 학자들이 예언자에 대한 보고가 신뢰할 수 있는지 확인하기 위해 송신자(이스나드) 분석과 내용(마트)의 일관성을 포함한 상세한 방법을 개발했다고 언급한다. 위조되거나 약한 하디스는 전용 작업에서 체계적으로 식별되고 거부되었다.
현대 서양 학계는 하디스의 역사성과 진위성에 대해 의문을 제기했으며, 반면 조지프 샤흐트는 722년 이전에 법적 전통에 대한 증거가 없다고 주장했다. 샤흐트는 예언자에게 귀속된 순나가 예언자의 실제 말과 행위가 아니라 후기 시대의 자료로 구성되어 있다고 결론지었다. 샤흐트의 이론은 20세기 학문의 많은 부분을 형성했지만, 더 광범위한 증거와 정교한 방법을 사용한 최근 연구들은 그의 결론을 크게 수정했다. 하랄드 모츠키와 같은 학자들은 초기 법률 텍스트를 분석하여 많은 하디스가 7세기 후반까지 신뢰할 수 있게 추적될 수 있음을 보여주며, 샤흐트가 제안한 것보다 훨씬 일찍 이슬람의 초기 세대 내에서 법적 전통이 이미 형성되고 있었음을 시사하며 이 견해에 이의를 제기했다. 윌퍼드 마델룽과 같은 학자들은 하디스를 늦은 소설로 완전히 기각하는 것은 "정당화되지 않는다"고 주장했다.

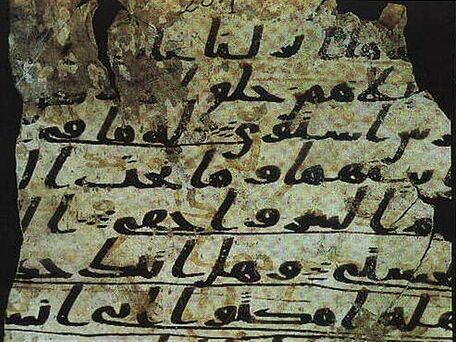
산아 필사본 쿠란

이슬람의 전통적인 견해는 제한적인 고고학적 발견과 비무슬림 출처와의 일부 불일치와 같은 일관된 지지 증거 부족으로 인해 면밀한 조사를 받았다.:23 1970년대에 여러 학자들이 확립된 이슬람 역사를 재평가하기 시작했으며, 초기 기록이 시간이 지남에 따라 변경되었을 수 있다고 제안했다.:23 그들은 동전, 비문, 비이슬람 텍스트와 같은 대체 출처를 사용하여 초기 이슬람 역사를 재구성하려고 했다. 이러한 학자들 중 저명한 인물은 존 완스브로였다.:38 최근 연구는 이러한 수정주의적 주장에 대해 더 신중한 견해를 취하고 있다. 프레드 도너는 초기 무슬림 공동체가 그들의 종교 전통을 완전히 발명할 만큼 분산되지 않았으며, 초기 텍스트가 소급적 구성보다는 진심 어린 믿음을 반영한다고 주장한다. 그는 또한 7세기 비문과 파피루스와 같은 문서 증거가 식별 가능한 무슬림 운동의 존재와 일치한다고 지적한다. 또한 아흐메드 엘 샴시는 초기 무슬림 학자들이 전승 검증 및 텍스트 보존을 위한 엄격한 방법을 개발하여 동시대 필사본 전통과 비교할 만하고 일부 면에서 더 발전된 비판적 학문 문화를 창출했음을 보여주었다.

### 무함마드 비판
기독교 선교사 지기스문트 쾰레와 전 무슬림 이븐 와라크는 무함마드의 행동을 부도덕하다고 비판했다. 한 예로 유대인 시인 카브 이븐 알 아슈라프는 메카의 쿠라이시족 부족에게 무슬림과 싸우도록 선동하고 그들의 여성에 대한 음란한 시를 썼으며, 무함마드를 암살하려 모의하고 있었다. 무함마드는 자신의 추종자들에게 카브를 죽이라고 명령했고, 그는 결과적으로 초기 무슬림인 무함마드 이븐 마슬라마에 의해 암살되었다. 이러한 비판은 역사학자 윌리엄 몽고메리 와트에 의해 반박되었는데, 그는 도덕 상대주의에 기초하여 무함마드는 우리의 기준이나 규범이 아니라 그의 시대와 지역의 기준과 규범으로 판단되어야 한다고 주장한다. 14세기 이탈리아 시인 단테 알리기에리의 시 신곡에는 무함마드의 이미지가 담겨 있으며, 그를 사촌이자 사위인 알리 이븐 아비 탈리브와 함께 지옥 8층 원에 이단 창시자로 묘사한다. 단테는 이슬람 전체를 비난하는 것이 아니라, 기독교 이후 다른 종교를 세운 무함마드를 분리주의로 비난한다. 일부 중세 교회 작가들은 무함마드를 사탄에게 사로잡힌 자, "적그리스도의 선구자" 또는 적그리스도 자신으로 묘사했다. 알 안달루스의 기원이 불분명한 필사본인 '툴투스셉트루 데 리브로 돔니 메토비'는 무함마드(하심의 이름인 오짐으로 불림)가 사탄에게 속아 원래 순수한 신의 계시를 오염시키는 과정을 묘사한다. 하나님은 아랍인의 영적 운명에 대해 염려하며 신앙에서 벗어난 것을 바로잡으려 하셨다. 그는 기독교 승려 오시우스에게 천사를 보내어 아랍인에게 설교하도록 명령했다. 그러나 오시우스는 건강이 좋지 않아 대신 젊은 승려 오짐에게 천사의 명령을 따르도록 명령했다. 오짐은 명령을 따르려 나섰지만 도중에 악한 천사에 의해 멈춰졌다. 무지한 오짐은 그 천사를 이전에 오시우스에게 말했던 천사와 같다고 믿었다. 악한 천사는 오시우스가 오짐에게 전한 원래 메시지를 수정하고 오염시켰고 오짐의 이름을 무함마드로 변경했다. 툴투스셉트루에 따르면 여기서부터 이슬람의 잘못된 가르침이 생겨났다고 한다.

### 이슬람 윤리

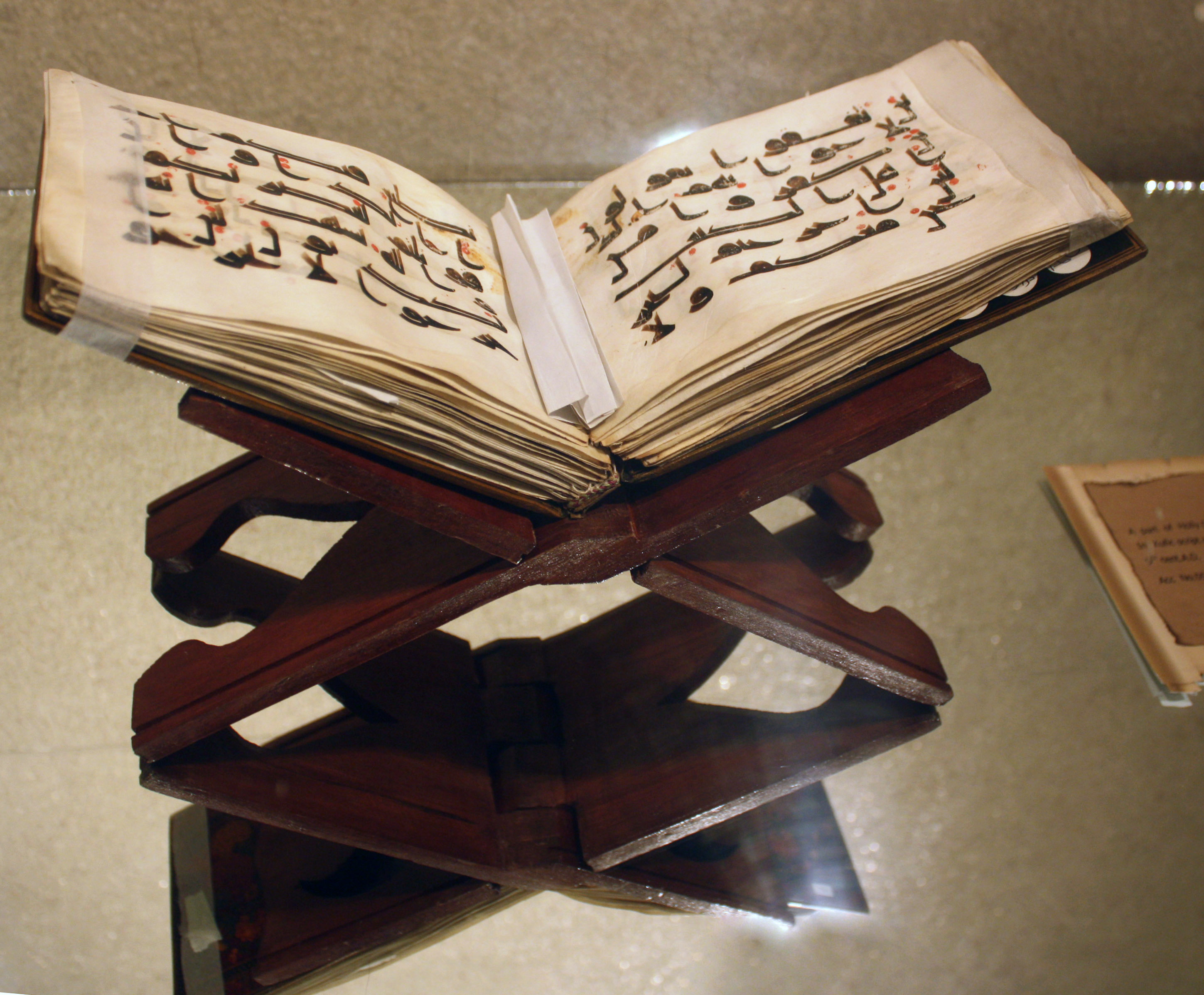
9세기 레자 압바시 박물관의 쿠란

가톨릭 백과사전에 따르면 이슬람 윤리에는 존경하고 인정할 만한 부분이 많지만, 그 독창성이나 우월성은 거부된다.
비판가들은 꾸란 4:34가 무슬림 남성에게 아내를 때려서 징계하는 것을 허용한다고 주장했다. 그러나 이슬람 하디스와 이븐 카티르와 같은 학자들의 증거에 따르면 남성이 아내를 "때리기" 위해 잔가지나 나뭇잎만 사용할 수 있으며 이것은 아내에게 고통이나 부상을 입히는 것이 아니라 불만을 표현하기 위한 것이라고 한다. 더욱이 꾸란의 아랍어 원문 용어 "와드립후나"를 "그들에게서 떠나는 것"으로 번역하는 데 혼란이 있다. "때리는 것", "가볍게 때리는 것" 그리고 "헤어지는 것"으로 번역된다. 영화 굴종은 꾸란의 이러한 구절들을 학대받는 무슬림 여성들의 몸에 그려 비판했다.
일부 비판가들은 꾸란이 다른 종교 경전과 양립할 수 없다고 주장하며, 이는 다른 종교의 사람들을 공격하고 증오를 옹호하기 때문이다. 샘 해리스는 꾸란의 특정 구절이 불신자에 대한 군사 행동을 승인하는 것으로 해석하며, "알라와 최후의 날을 믿지 않고 알라와 그의 사도가 불법으로 만든 것을 불법으로 간주하지 않으며 경전을 받은 자들로부터 진리의 종교를 받아들이지 않는 자들과 싸워라 - 그들이 굴욕을 당하면서 자발적으로 지즈야를 줄 때까지."(꾸란 9:29) 그러나 이슬람 하디스와 자키르 나이크 박사와 같은 학자들은 특정 상황이나 사건, 예를 들어 전쟁 시기에 "불신자"와 기독교인을 믿지 말고 싸우라고 말한다.
지즈야는 비무슬림이 무슬림 통치자에게 지불하는 "보호"세금이며, 비무슬림의 군사 면제, 그리고 무슬림 국가에서 일부 공동체 자율성을 가지고 비무슬림 신앙을 실천할 수 있는 허가에 대한 것이다.
해리스는 이슬람 극단주의가 단순히 꾸란을 문자 그대로 받아들인 결과이며 온건한 이슬람이 가능할지에 대해 회의적이다.
맥스 I. 디먼트는 꾸란에 묘사된 후리들이 "남성적 즐거움"에 특별히 헌신된 것이라고 해석한다. 파키스탄 이슬람 학자 마울라나 우마르 아흐메드 우스마니에 따르면 "훌" 또는 "훌룬"은 남성형인 "아흐와로"와 여성형인 "하우라오"의 복수형으로, 순수한 남성과 순수한 여성을 모두 의미한다. 기본적으로 '훌룬'이라는 단어는 흰색을 의미한다고 그는 말한다.

### 노예제에 대한 견해

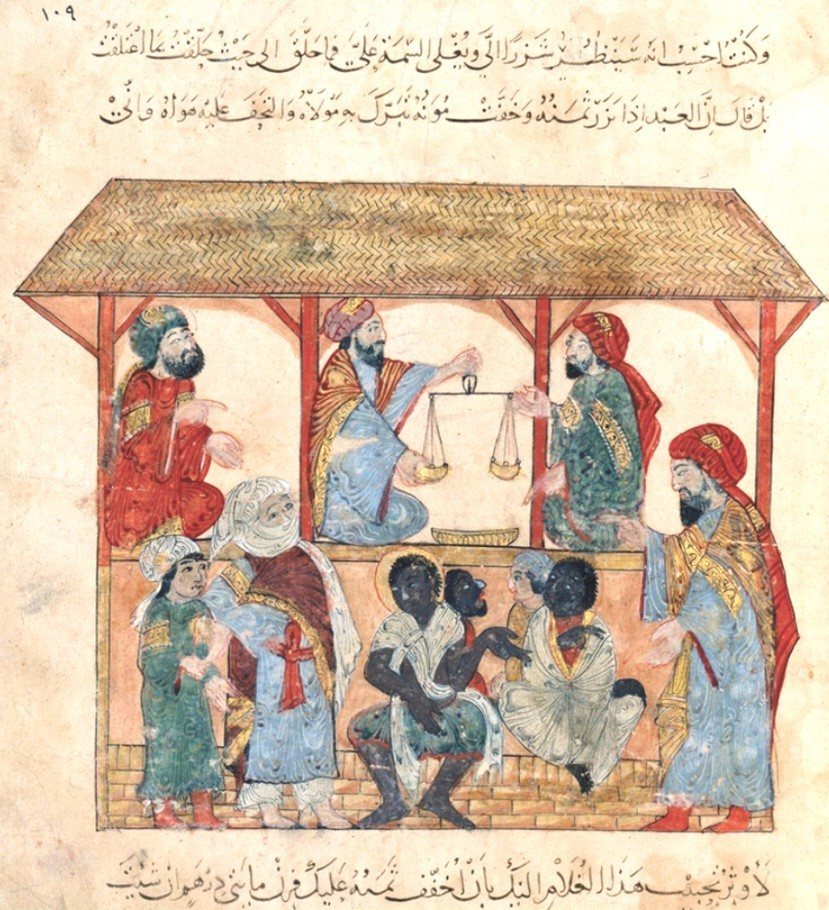
13세기 노예 시장 in 예멘

버나드 루이스에 따르면 무슬림을 노예로 삼는 것을 금지하는 이슬람 계율은 외부에서 노예를 대량으로 수입하게 만들었다. 또한 패트릭 매닝은 이슬람이 노예제를 보호하고 확장하는 데 더 많은 일을 한 것으로 보인다고 믿는다.
반면에 브로코프는 노예 해방을 위한 자선을 이용하자는 아이디어가 꾸란(꾸란 2:177 및 꾸란 9:60)에만 고유한 것으로 보인다고 믿는다. 유사하게 특정 죄에 대한 속죄로 노예를 해방하는 관행은 꾸란에 의해 도입된 것으로 보인다(그러나 출애굽기 21:26-7 비교). 또한 고대에 매우 오랜 역사를 가진 중동 풍습인 여성 노예의 강제 매춘은 꾸란에서 비난받는다. 브로코프에 따르면 "보호를 받을 만한 사회의 다른 약한 구성원들과 같은 범주에 노예를 두는 것은 꾸란 외부에서는 알려지지 않았다." 일부 노예들은 이슬람 세계에서 높은 사회적 지위를 가졌으며, 예를 들어 맘루크 노예 용병, 아랍과 오스만 왕조에 의해 고위 군사 및 행정 임무를 부여받았다.
비판가들은 서양 사회와 달리 무슬림 사회에는 노예 반대 운동이 없었다고 주장한다. 고든에 따르면 이것은 이슬람 법에 깊이 뿌리내려 있었기 때문에 노예제에 대한 이념적인 도전이 전혀 없었다는 사실 때문이었다. 사회학자 로드니 스타크에 따르면 "무슬림 신학자들이 노예제의 도덕성에 대해 직면한 근본적인 문제"는 무함마드 자신이 노예를 사고, 팔고, 소유하는 활동에 참여했고, 그의 추종자들이 그를 따라야 할 완벽한 모범으로 보았다는 것이다. 스타크는 이슬람과 기독교를 대비하며, 기독교 신학자들은 무함마드처럼 예수가 노예를 소유했다면 "성경적 노예제 수용 문제를 해결할 수 없었을 것"이라고 썼다.
20세기 초에야 무슬림 지역에서 노예제가 점진적으로 불법화되고 억압되었으며, 무슬림 다수 국가인 모리타니는 1981년에 공식적으로 노예제를 폐지한 세계 마지막 국가가 되었다.
머레이 고든은 무함마드의 노예제에 대한 접근 방식을 노예제를 폐지하는 혁명적인 것이 아니라 개혁적인 것으로 특징지었으며, 그의 추종자들에게 노예를 인도적으로 대하고 죄를 속죄하는 방법으로 해방시키도록 촉구함으로써 노예의 조건을 개선했다.
이슬람 법학에서는 "근본 원칙은 자유다"라는 원칙에 따라 노예제가 이론적으로 예외적인 조건이었다.
계속되는 전쟁의 결과로 국경 지역에서 노예 제도가 행해지고 있다는 수단과 소말리아의 보고는 이슬람 신앙이 아니라 전쟁의 결과이다. 최근 몇 년 동안 일부 보수적인 살라프파 이슬람 학자들을 제외하고 대부분의 무슬림 학자들은 이 관행이 "꾸란 도덕성과 일치하지 않는다"는 것을 발견했다.

### 배교

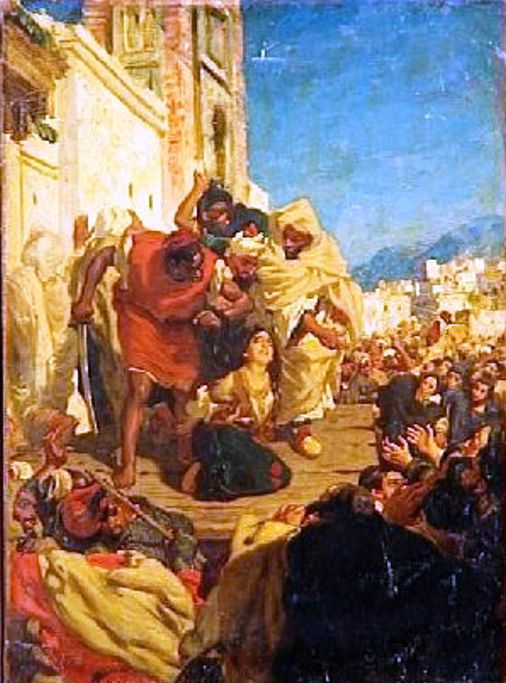
"모로코 유대인 여성 처형 (솔 하추엘)", 알프레드 드오당크 그림

이슬람에서 배교는 이단 및 신성모독(종교에 대한 언어적 모욕)과 함께 불신앙의 한 형태로 간주된다. 꾸란은 배교가 사후에 처벌을 가져올 것이라고 명시하고 있지만, 이 생애의 배교에 대해서는 상대적으로 관대한 견해를 취한다(Q 9:74; 2:109).
샤피이가 꾸란 2:217 구절을 꾸란에서 사형의 주요 증거로 해석하는 반면, 역사학자 W. 헤페닝은 꾸란이 배교자에게 내세에서만 처벌을 위협한다고 말한다. 역사학자 와엘 할라크는 사형 선고가 나중에 추가된 것이 "후대의 현실을 반영하며 예언자의 행위와 일치하지 않는다"고 말한다.
이슬람 법에 따르면, 배교는 다른 종교로 개종, 알라의 존재 부정, 예언자 거부, 알라 또는 예언자 조롱, 우상 숭배, 샤리아 거부, 또는 간통 또는 금지된 음식 섭취 또는 알코올 음료 섭취와 같이 샤리아에 의해 금지된 행위를 허용하는 행위 목록으로 식별된다. 대부분의 무슬림 학자들은 배교가 적어도 성인들에게는 사형 또는 회개할 때까지 투옥으로 처벌받는다는 전통적인 견해를 고수한다.
또한 수니 이슬람 및 시아 이슬람 학자들은 남성과 여성 간의 처벌 차이에 동의한다.
일부 널리 퍼진 이슬람 해석은 종교를 바꿀 권리를 인정하는 인권 협약과 일치하지 않는다. 특히 세계 인권 선언 18조
후세인 알리 몬타제리와 같은 일부 현대 이슬람 법학자들은 종교 변경이 처벌되지 않거나 제한된 상황에서만 처벌된다는 파트와를 주장하거나 발행했다.
요하난 프리드만에 따르면, "자유주의적 신념을 가진 현대 무슬림이 직면한 진정한 곤경은 중세 무슬림 법전의 배교에 대한 엄격한 법률의 존재가 아니라, 오히려 현대 이슬람 세계의 급진적 요소들로부터 배교에 대한 비난과 처벌 요구가 끊임없이 들려온다는 사실이다."
사다카트 카드리는 "국가 관리들이 원한다고 해도 드러나지 않은 믿음을 처벌할 수 없었다"고 지적했다.
법학자들이 일반적으로 처벌할 만하다고 판단한 배교의 종류는 정치적인 종류였지만, 이 문제에 대해 상당한 법적 의견 차이가 있었다.
와엘 할라크는 "종교가 핵심인 문화, 종교 원칙과 종교 도덕에서 배교는 현대 국가에서 반역죄와 어느 정도 동등하다"고 말한다.
또한 버나드 루이스는 배교를 반역이자 "종교적 믿음과 충성뿐만 아니라 충성 철회, 부정"으로 간주한다.
영국 역사학자 클리퍼드 에드먼드 보스워스는 배교에 대한 전통적인 견해가 이슬람 학문의 발전, 즉 철학 및 자연 과학과 같은 학문 발전을 저해했다고 주장한다. 이는 "이것들이 쿠프르, 즉 하나님을 거부하는 사람들을 위한 잠재적인 발판으로 발전할 수 있다는 두려움" 때문이었다.
무슬림 다수 13개국에서 무신론이 사형에 처할 수 있지만,
법률 사학자 사다카트 카드리에 따르면, "샤하다(LA ILAHA ILLALLAH "알라 외에 신은 없다")를 발음함으로써 회개한" 피고인 배교자는 "용서받아야 한다"고 "널리 믿어졌다"는 이유로 처형은 드물었다.
윌리엄 몽고메리 와트는 "이슬람 가르침에서 그러한 처벌은 무함마드가 살았던 시대에 적합했을 수 있다"고 말한다.

### 이슬람과 폭력

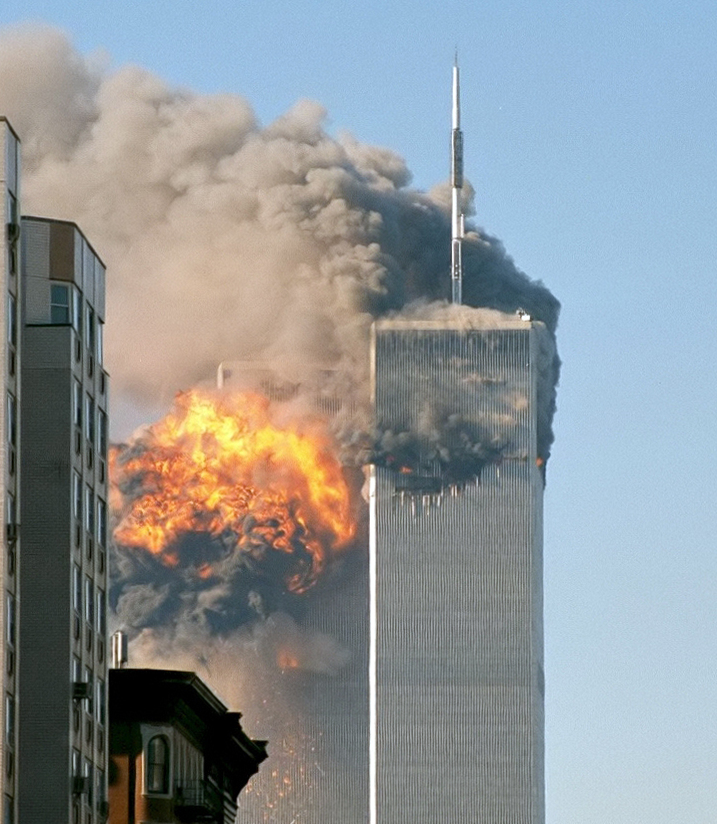
9·11 테러는 이슬람이 폭력을 조장하는지에 대한 논쟁을 불러일으켰다.

꾸란의 전쟁과 평화에 대한 가르침은 최근 몇 년 동안 뜨거운 논쟁의 대상이 되었다. 한편으로 일부 비판가들은 꾸란의 특정 구절이 무함마드의 생애 동안과 그 이후 모두 불신자에 대한 군사 행동을 승인한다고 주장한다.
이슬람 용어인 지하드는 "알라를 위한 노력"을 의미하는 무슬림의 종교적 의무이다.
버나드 루이스와 데이비드 쿡은 군사적 의미(영적 의미 아님)로 인식한다. 또한 파우지 압델말렉은 데니스 프레이거는 이슬람이 평화의 종교가 아니라 폭력의 종교라고 주장한다. 종교학자 존 R. 뉴먼은 이슬람을 "완벽한 반종교"이자 "불교의 반대"라고 묘사한다. 로렌스 라이트는 사우디 학교의 와하브파 문학이 비신자 또는 불신자로서 비무슬림에 대한 의심과 증오 폭력에 기여하고 있으며, 와하브파와 "동의하지 않는 누구든지 불신자 또는 이단자이며, 회개하거나 죽어야 한다"고 주장했다.
반면 대부분의 무슬림 학자들은 꾸란의 그러한 구절들이 문맥 밖으로 해석되었다고 주장하며, 문맥 내에서 읽을 때 꾸란이 침략을 금지한다는 것이 분명히 나타난다고 주장한다. 자기 방어에만 싸움을 허용한다고 주장한다.
찰스 매튜스는 평화 구절이 "다른 사람들이 평화를 원한다면 그들이 무슬림이 아니더라도 그들을 평화적으로 받아들일 수 있다"고 말한다고 특징짓는다. 예를 들어 매튜스는 믿는 자들에게 전쟁의 한계를 넘지 말라고 명령하는 두 번째 수라를 인용한다. "너와 싸우는 자들과 알라의 대의를 위해 싸우되 (침략에서) 한계를 넘지 말라. 알라는 침략자를 사랑하지 않는다" (2:190).
동양학자 데이비드 사무엘 마골리오스는 하이버 전투를 "이슬람이 전 세계에 위협이 된 단계"라고 묘사했다. 전투에서 무슬림들은 유대인들의 목을 베었다고 전해진다. 마골리오스는 하이버의 유대인들이 무함마드나 그의 추종자들에게 아무 해를 끼치지 않았다고 주장하며, 공격의 원인을 약탈에 대한 욕망으로 돌린다.
몽고메리 와트는 반면에 유대인들이 무함마드에 대항하여 부족들을 선동하기 위해 재산을 사용한 유대인들의 음모가 그에게 공격 외에 다른 선택지를 남겨두지 않았다고 믿는다.
바글리에리와 쉬블리 누마니는 하이버의 유대인들이 참호 전투 동안 무슬림을 공격한 연합군에 대한 책임이 공격의 한 이유라고 동의한다. 랍비 사무엘 로젠블라트는 무함마드의 정책이 유대인에게만 전적으로 향한 것이 아니며 (유대인 부족과의 갈등을 언급하며), 무함마드는 그의 이교 아랍 친족들에게 더 엄격했다고 말했다.
9·11 테러는 많은 비무슬림들이 이슬람을 폭력적인 종교로 비난하는 결과를 초래했다.
유럽의 관점에서 이슬람은 신성한 권위가 부족했고 검을 천국으로 가는 길로 여겼다.
캐런 암스트롱은 서양이 이슬람에 대한 오랜 적대 역사를 추적하면서 무함마드의 가르침에서 평화와 관용의 신학을 발견한다. 암스트롱은 꾸란이 촉구하는 "성전"이 정의롭고 품위 있는 사회를 위해 싸우는 각 무슬림의 의무를 의미한다고 주장한다.
20세기 인도 독립 운동 지도자 마하트마 간디에 따르면, 비록 비폭력이 꾸란에서 지배적이지만, 천삼백 년의 제국주의 확장으로 인해 무슬림들은 무장 단체가 되었다.
다른 자칭 무슬림 단체들이 최근에 등장했으며, 일부는 지하드주의자 및 극단 이슬람 단체와 관련이 있다. 전체 무슬림 공동체에 비해 이러한 단체는 인구가 적다. 그러나 그들은 국내외에서 이슬람의 적이라고 주장되는 적에 맞서 싸우려는 행동에 참여하여 다른 무슬림 단체보다 정부, 국제기구, 국제 언론으로부터 더 많은 주목을 받았다.
그러나 수년이 지났음에도 불구하고 알 카에다는 여전히 대다수 무슬림의 지지를 얻지 못했으며, 철학과 전략 모두에서 다른 이슬람 단체들과 차이를 보이고 있다.

#### 임시 결혼 및 계약 결혼
Nikāḥ al-Mutʿah는 시아 이슬람에서의 정해진 기간 또는 단기 계약 혼인이다. 이러한 유형의 결혼 기간은 시작 시점에 고정되며 기간이 완료되면 자동으로 해소된다. 이러한 이유로 니카 무타는 성매매의 종교적 껍데기이자 합법화로 널리 비판받아왔다. 시아파와 수니파 모두 무타가 초기에는 합법적이었지만, 수니파는 폐지되었다고 생각한다. 현재, 그러나 무타는 자파리 법학의 독특한 특징 중 하나이다.
수니파는 무함마드가 나중에 여러 대규모 행사에서 이러한 유형의 결혼을 폐지했다고 믿는다.부카리 059.527 대부분의 수니파는 우마르가 나중에 무함마드 시대에 확립된 금지를 단순히 시행하고 있었다고 믿는다.
시아파는 니카 무타가 매춘을 위한 덮개라는 비판에 이의를 제기하고, 임시 결혼의 독특한 법적 성격이 이념적으로 무타를 매춘과 구별한다고 주장한다.
임시 결혼으로 태어난 자녀는 합법적인 것으로 간주되며, 영구 결혼으로 태어난 형제자매와 법적으로 동등한 지위를 가지며 부모 모두로부터 상속받는다. 여성은 자녀의 합법적인 아버지를 확인하기 위해 독신 기간(이따)을 준수해야 하며, 여성은 임시든 영구든 한 번에 한 사람과만 결혼할 수 있다. 일부 시아파 학자들은 무타를 사회에서 매춘을 근절하는 수단으로 보기도 한다.
니카 미샤르는 수니 이슬람에서만 행해지는 니카(결혼)의 한 유형으로, 남편과 아내가 자신들의 자유의지로 함께 사는 것, 복혼의 경우 아내들 간의 밤 균등 분배, 아내의 주거 권리 및 유지비(나파카)와 같은 여러 권리를 포기하는 조항을 포함한 일반적인 계약 절차를 통해서만 이루어진다. 본질적으로 부부는 계약 이전과 같이 서로 따로 살며, 법적으로 허용된(할랄) 방식으로 필요에 따라 서로를 만난다.
일부 서양 작가들은 미샤르가 니카 무타와 비교할 만한 결혼이라고 제안하며, 그들은 그것이 "합법적인 방식으로 성적 만족"을 위한 유일한 목적이라고 생각한다.
이븐 우타이민 또는 알 알바니와 같은 이슬람 학자들은 미샤르 결혼이 합법적일 수 있지만 도덕적이지는 않다고 주장한다.

#### 무함마드의 아내 아이샤의 나이
수니파 하디스 출처에 따르면, 아이샤는 6세 또는 7세에 무함마드와 결혼했고 9세에 결혼을 완성했다. 무슬림 역사학자 무함마드 이븐 자릴 알 타바리(d. 923)는 그녀가 10세였다고 보고하며, 다른 두 무슬림 역사학자인 이븐 사드 알 바그다디(d. 845)와 이븐 할리칸(d. 1282)은 그녀가 결혼 시 9세였고 결혼 완성 시 12세였다고 기록한다. 현대 무슬림 작가인 무함마드 알리(d. 1951)는 미슈카트 알 마사비, 왈리우드 딘 무함마드 이븐 압둘라 알 카티브가 편찬한 하디스에 대한 새로운 해석이 아이샤가 19세였을 것이라고 나타낼 수 있다고 주장한다. 마찬가지로, 그녀의 언니인 아스마와의 나이 차이에 대한 하디스에 기초하여, 일부는 아이샤의 나이가 결혼 당시 18세 또는 19세였을 것으로 추정하기도 한다. 어쨌든, 무함마드가 아이샤와 결혼한 것은 그의 동시대인들에게 부적절하다고 여겨지지 않았을 수 있다. 왜냐하면 노년 남성과 어린 소녀 사이의 그러한 결혼은 베두인들 사이에서 흔했기 때문이다. 특히 비교 종교 작가인 캐런 암스트롱은 "무함마드가 아이샤와 결혼한 것은 부적절함이 없었다. 부재중 결혼은 동맹을 봉인하기 위해 성인과 아이샤보다 어린 미성년자 사이에서 이 시기에 흔히 체결되었다."고 기록한다.

### 이슬람 여성
꾸란 4:34의 의미는 전문가들 사이에서 격렬한 논쟁의 대상이 되어왔다. 많은 학자들이 샤리아 법이 여성에 대한 가정 폭력을 조장한다고 주장하는 반면, 많은 무슬림 학자들은 그것이 분노에 의한 가정 폭력을 억제하는 역할을 한다고 주장한다.
샤리아는 2011년 유니세프 보고서에서 인권 관점에서 여성에게 차별적이라고 묘사된 결혼, 이혼 및 자녀 양육 문제에서 여성의 권리와 같은 개인 신분법의 기초이다.
종교 재판소에서 18세 미만의 소녀에게 결혼을 허용하는 것도 이슬람에 대한 또 다른 비판이다.
샤리아는 여성에게 재산 상속권을 부여한다. 하지만 딸의 상속분은 일반적으로 오빠의 절반이지만, 이는 오빠가 그의 가족과 여동생을 돌봐야 하기 때문이며, 남성 보호자가 없을 경우 여동생을 돌봐야 하기 때문이라고 일부에서는 정당화된다.[꾸란 4:11]
게다가 여성 노예에게는 동일한 법적 권리가 부여되지 않았다. 2009년 1월 14일, 가톨릭 포르투갈 추기경 조제 폴리카르푸는 젊은 여성들에게 무슬림 남성과 결혼하기 전에 "두 번 생각하라"고 경고했다.
무슬림 사회의 여성들이 억압받고 잠재력을 발휘할 기회를 박탈당한다는 서양의 일반적인 믿음과는 달리, 많은 무슬림들은 자신의 신앙이 여성에게 해방적이거나 공정하다고 믿으며, 일부는 서양인들이 무슬림 여성들의 역사적, 현대적 현실을 완전히 이해하지 않고 비판하는 것에 대해 불쾌함을 느낀다. 특히 보수적인 무슬림들은 (일부 기독교인 및 유대인들과 마찬가지로) 서양 여성을 노동력으로 경제적으로 착취당하고, 성적으로 학대받고, 여성 신체에 대한 미디어의 집착을 통해 상품화되는 것으로 본다.

### 이슬람과 다문화주의

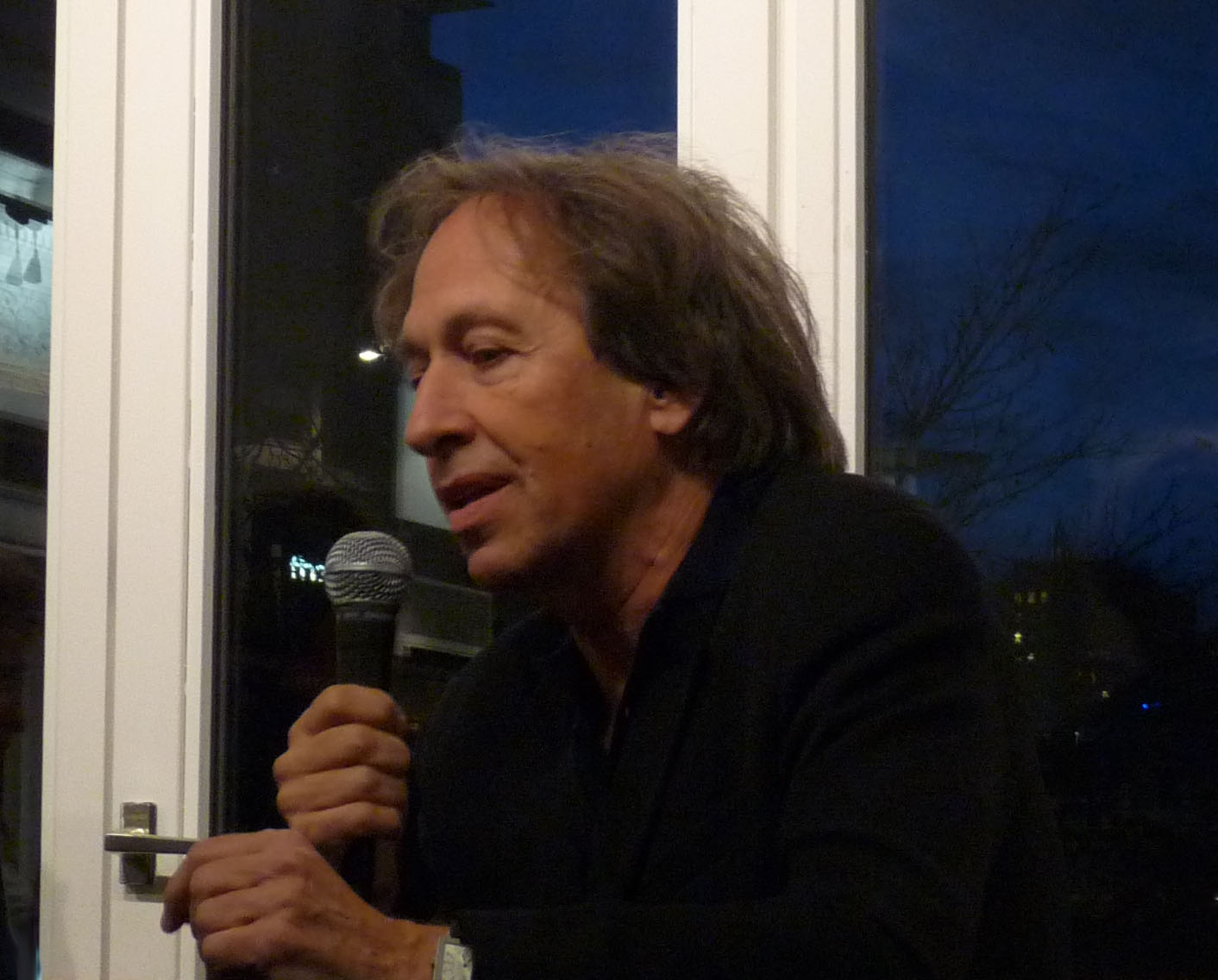
서양에서 다문화주의와 이슬람의 영향을 비판한 프랑스 철학자 파스칼 브뤼크네르.

무슬림의 서양 국가 이주는 일부 비판가들로 하여금 이슬람을 세속적 서양 사회와 양립할 수 없다고 낙인찍게 만들었다. 이 비판은 새로운 철학자들의 유산과 밀접하게 연결된 다문화주의에 반대하는 입장에 부분적으로 영향을 받았다. 최근 비판가로는 파스칼 브뤼크네르 그리고 폴 클리터르가 있다.
타타르인 텡그리 신앙주의자들은 이슬람을 셈족 종교로 비판하며, 이는 튀르크족이 외래 문화에 굴복하도록 강요했다고 본다. 더 나아가 이슬람은 셈족 역사를 마치 전 인류의 역사인 것처럼 언급하지만, 다른 문화와 영성의 구성 요소를 무시하기 때문에 이슬람의 국제적인 접근 방식은 위협으로 간주된다.
터키 공화국의 창시자 무스타파 케말 아타튀르크는 이슬람을 아랍인의 종교로 묘사하며 터키 민족의 국가적 유대를 느슨하게 하고 국가적 흥분을 무디게 만들었다고 말했다.
20세기 초 유럽인들 사이에서 이슬람은 아랍 "후진성"의 근본 원인이라는 지배적인 견해가 있었다. 그들은 이슬람을 동화의 장애물로 보았으며, 이는 식민지 프랑스령 알제리의 대변인 중 한 명인 앙드레 세르비에르가 표명한 견해였다.
빅토리아 시대 동양학자 윌리엄 무어 경은 이슬람을 경직된 성격으로 비판했으며, 이는 무슬림 국가에서 진전을 억압하고 사회 발전을 방해하는 원인이라고 주장했다.
유럽에서 무슬림에 대한 차별에 대한 연구에서 조셀린 세사리는 무슬림이 주로 이민자 출신이고 많은 서유럽 국가에서 가장 큰 이민자 집단이기 때문에 반이슬람 감정을 다른 차별 요인과 분리하기 어려울 수 있으며, 제노포비아는 이슬람포비아와 겹치며, 한 사람이 둘 중 하나 또는 둘 다를 가질 수 있다는 것을 발견했다.

## 같이 보기
- 폐지
- 바이블리오라트리
- 이슬람주의에 대한 비판
- 이슬람 근본주의
- 이슬람 테러
- 이슬람과 전쟁
- 이슬람의 정치적 측면
- 정치적 이슬람
- 샤리아법
- 성소수자와 이슬람
- 꾸란과 폭력
- 시아파에 대한 비판
- 하람
- 이슬람 비판자 목록
- 이슬람에서의 배교
- 이슬람 여성주의
- 렛어스톡
- 이슬람포비아
- 미디어에서의 이슬람포비아
- 미국에서의 이슬람포비아
- 동양학
- 무슬림 규탄
- 무슬림 박해
- 이슬람에서의 예정
- 꾸란 무오류성
- 꾸란 문자주의
- 무슬림 사회의 미신
- 힌두 테러리즘
  - 독립 인도에서 무슬림에 대한 폭력
  - 힌두트바
- 반이슬람 전쟁 음모론

### 인용
1. ↑  De Haeresibus by John of Damascus. See Migne. Patrologia Graeca, vol. 94, 1864, cols 763–73. An English translation by the Reverend John W Voorhis appeared in The Moslem World for October 1954, pp. 392–98.
2. 1 2  Warraq, Ibn (2003). 《Leaving Islam: Apostates Speak Out》. Prometheus Books. 67쪽. ISBN 1-59102-068-9.
3. ↑  Ibn Kammuna, Examination of the Three Faiths, trans. Moshe Perlmann (Berkeley and Los Angeles, 1971), pp. 148–49
4. 1 2 3 4  Mohammed and Mohammedanism, by Gabriel Oussani, Catholic Encyclopedia. Retrieved 16 April 2006.
5. 1 2  Friedmann, Yohanan (2003). 《Tolerance and Coercion in Islam: Interfaith Relations in the Muslim Tradition》. Cambridge University Press. 18, 35쪽. ISBN 978-0-521-02699-4.
6. 1 2  Ibn Warraq, The Quest for Historical Muhammad (Amherst, Mass.:Prometheus, 2000), 103.
7. 1 2  Bible in Mohammedian Literature., by Kaufmann Kohler Duncan B. McDonald, Jewish Encyclopedia. Retrieved 22 April 2006.
8. 1 2  Brunschvig. 'Abd; Encyclopedia of Islam
9. 1 2  Dror Ze'evi (2009). 〈Slavery〉.   John L. Esposito. 《The Oxford Encyclopedia of the Islamic World》. Oxford: Oxford University Press. 2017년 2월 23일에 원본 문서에서 보존된 문서. 2017년 2월 23일에 확인함.
10. ↑  Focus on the slave trade, in BBC News.
11. ↑  The persistence of history, in The Economist
12. ↑  Karsh, Ephraim (2007). 《Islamic Imperialism: A History》. Yale University Press. ISBN 9780300198171.
13. ↑  
Fitzgerald, Timothy (2000). 《The Ideology of Religious Studies》. New York: Oxford University Press (2003에 출판됨). 235쪽. ISBN 9780195347159. 2019년 4월 30일에 확인함. [...] this book consists mainly of a critique of the concept of religion [...].
14. ↑  Ruthven, Malise. “Voltaire's Fanaticism, or Mahomet the Prophet:A New Translation; Preface: Voltaire and Islam”. 2015년 8월 12일에 확인함.
15. ↑  Which countries still outlaw apostasy and blasphemy?, 퓨 리서치 센터, 29 July 2016.
16. ↑  Doré, Louis (May 2017). “The countries where apostasy is punishable by death”. 《인디펜던트》. 2018년 3월 15일에 확인함.
17. ↑  “Saudi Arabia”. 2011년 11월 9일에 원본 문서에서 보존된 문서. 2006년 10월 7일에 확인함.
18. ↑  Timothy Garton Ash (2006년 10월 5일). “Islam in Europe”. 《뉴욕 리뷰 오브 북스》.
19. ↑  Tariq Modood (2006년 4월 6일). 《Multiculturalism, Muslims and Citizenship: A European Approach》 1판. Routledge. 29쪽. ISBN 978-0-415-35515-5.
20. ↑  《Russia and Islam: State, Society and Radicalism》. 테일러 & 프랜시스. 2010. 94쪽. by Roland Dannreuther, Luke March
21. 1 2  Daniel, Norman (1960). 《Islam and the West: the making of an image》 Rev.판. Oxford: Oneworld. ISBN 978-1-85168-043-6.
22. ↑  〈St. John of Damascus's Critique of Islam〉. 《Writings by St John of Damascus》. The Fathers of the Church 37. Washington, DC: Catholic University of America Press. 1958. 153–160쪽. 2019년 7월 8일에 확인함.
23. ↑  Stroumsa, Sarah (2016). 《Freethinkers of medieval Islam: Ibn al-Rawāndī, Abū Bakr al-Rāzī, and their impact on Islamic thought》. Islamic philosophy, theology, and science Reprint der Haback-Ausgabe von 1999판. Leiden: Brill. ISBN 978-90-04-31547-1.
24. 1 2  Hecht, Jennifer Michael (2003). 《Doubt: A History: The Great Doubters and Their Legacy of Innovation from Socrates and Jesus to Thomas Jefferson and Emily Dickinson》. Harper San Francisco. 224쪽. ISBN 0-06-009795-7.
25. ↑  “Abu-L-Ala al-Maarri Facts”. 《biography.yourdictionary.com》. 2015년 7월 13일에 확인함.
26. ↑  Adamson, Peter (2021년 11월 1일). 〈Abu Bakr al-Razi〉.   Zalta, Edward N. 《스탠퍼드 철학 백과사전》. Metaphysics Research Lab, Stanford University  – 스탠퍼드 철학 백과사전 경유.
27. ↑  “Is Islam Hostile to Science?”. 《Adventure》. 2015년 2월 28일. 2021년 3월 3일에 원본 문서에서 보존된 문서.
28. ↑  Moosa, Ebrahim (2005). 《Ghazālī and the Poetics of Imagination》. UNC Press. 9쪽. ISBN 0-8078-2952-8.
29. ↑  Tilman Nagel Geschichte der islamischen Theologie: von Mohammed bis zur Gegenwart C.H. Beck 1994 ISBN 9783406379819 p. 215
30. ↑  카밀라 아당, 하산 안사리, 마리벨 피에로, 사빈 슈미트케 Accusations of Unbelief in Islam: A Diachronic Perspective on Takfīr Brill, 30 October 2015 ISBN 9789004307834 p. 61
31. 1 2  Ibn Warraq. Why I Am Not a Muslim, p. 3. Prometheus Books, 1995. ISBN 0-87975-984-4
32. ↑  Norman A. Stillman. The Jews of Arab Lands: A History and Source Book p. 261. Jewish Publication Society, 1979ISBN 0-8276-0198-0
33. ↑  Norman A. Stillman. The Jews of Arab Lands: A History and Source Book p. 261. Jewish Publication Society, 1979 ISBN 0-8276-0198-0
34. ↑  Firestone, Reuven (2019). 《Muhammad, the Jews, and the Composition of the Qur'an: Sacred History and Counter-History》. 《Religions》 10. 63쪽. doi:10.3390/rel10010063.
35. 1 2 3  Hodgson, Marshall G. S. (1974). 《The classical age of Islam》. His The venture of Islam ; v. 1. Chicago: University of Chicago Press. ISBN 978-0-226-34678-6.
36. ↑  Erwin Fahlbusch (1999). 《The Encyclopedia of Christianity, Volume 2》. Wm. B. Eerdmans Publishing. 759쪽. ISBN 9789004116955.
37. 1 2  Christian Lange Paradise and Hell in Islamic Traditions Cambridge University Press, 2015 ISBN 9780521506373 pp. 18–20
38. ↑  Erwin Fahlbusch (1999). 《The Encyclopedia of Christianity, Volume 2》. Wm. B. Eerdmans Publishing. 759쪽. ISBN 9789004116955.
39. 1 2 3 4 5 6 7 8 9  Campo, Juan Eduardo (2009). 《Encyclopedia of Islam》. Infobase Publishing. xxi – xxxii쪽. ISBN 9781438126968.
40. ↑  Erwin Fahlbusch (1999). 《The Encyclopedia of Christianity, Volume 2》. Wm. B. Eerdmans Publishing. 759쪽. ISBN 9789004116955.
41. ↑  Campo, Juan Eduardo (2009). 《Encyclopedia of Islam》. Infobase Publishing. 477쪽. ISBN 9781438126968.
42. ↑  G. K. 체스터턴, 영원한 사람, 1925, Chapter V, The Escape from Paganism, 온라인 텍스트
43. ↑  Villis, Tom (2019). “G. K. Chesterton and Islam”. 《Research Gate》. Modern Intellectual History. 2014년 1월 16일에 확인함.
44. ↑  Russell, Paul; Kraal, Anders (2017). 〈Hume on Religion〉.   Edward N. Zalta. 《스탠퍼드 철학 백과사전》 Summer 2017판. Metaphysics Research Lab, Stanford University. 2018년 12월 3일에 확인함.
45. ↑  MacEoin, Denis; Al-Shahi, Ahmed (2013년 7월 24일). 《Islam in the Modern World (RLE Politics of Islam)》. 라우틀리지. ISBN 978-1-134-60914-7.
46. ↑  Hugh Goddard A History of Christian-Muslim Relations New Amsterdam Books, 5 September 2000 ISBN 9781461636212 p. 65.
47. ↑  The Mind of Maimonides, by David Novak. Retrieved 29 April 2006.
48. ↑  Edward W. Said (1998년 1월 2일). “Islam Through Western Eyes”. 《더 네이션》.
49. ↑  Dialogue 7 of Twenty-six Dialogues with a Persian (1399), for the Greek text see Trapp, E., ed. 1966. Manuel II. Palaiologos: Dialoge mit einem "Perser." Wiener Byzantinische Studien 2. Vienna, for a Greek text with accompanying French translation see Th. Khoury "Manuel II Paléologue, Entretiens avec un Musulman. 7e Controverse", Sources Chrétiennes n. 115, Paris 1966, for an English translation see Manuel Paleologus, Dialogues with a Learned Moslem. Dialogue 7 (2009), chapters 1–18 (of 37), translated by Roger Pearse available at the 기독교 전적 Ethereal Library here, at The Tertullian Project here, and also here 보관됨 11 12월 2013 - 웨이백 머신. A somewhat more complete translation into French is found here 보관됨 2016-03-03 - 웨이백 머신
50. 1 2  Hume, David (2007). 《A Dissertation on the Passions: The Natural History of Religion : a Critical Edition》. Clarendon Press. ISBN 978-0-19-925188-9.
51. ↑  “인용문: 교황에 대한 무슬림 반응”. 2006년 9월 16일  – news.bbc.co.uk 경유.
52. ↑  “교황, 무슬림에게 불쾌감을 준 것에 사과”. 2006년 9월 17일  – news.bbc.co.uk 경유.
53. ↑  "Américo Castro and the Meaning of Spanish Civilization", by José Rubia Barcia, Selma Margaretten, p. 150.
54. ↑  "Debating the African Condition: Race, gender, and culture conflict", by Alamin M. Mazrui, Willy Mutunga, p. 105
55. 1 2  Sinai, Nicolai (2022). 《The Qur'an: A Historical-Critical Introduction》. The New Edinburgh Islamic Surveys NEIS. Edinburgh: Edinburgh University Press. ISBN 978-0-7486-9576-8.
56. ↑  Yehuda D. Nevo "Towards a Prehistory of Islam," Jerusalem Studies in Arabic and Islam, vol.17, Hebrew University of Jerusalem, 1994 p. 108.
57. ↑  John Wansbrough The Sectarian Milieu: Content and Composition of Islamic Salvation History, Oxford, Oxford University Press, 1978 p. 119
58. ↑  Patricia Crone, Meccan Trade and the Rise of Islam, Princeton University Press, 1987 p. 204.
59. ↑  Modarressi 1993, 16–18쪽.
60. ↑  Amir-Moezzi 2009, 14쪽.
61. ↑  Pakatchi 2015.
62. ↑  van Putten, Marijn (June 2019). 《"The Grace of God" as evidence for a written Uthmanic archetype: the importance of shared orthographic idiosyncrasies》. 《Bulletin of the School of Oriental and African Studies》 (영어) 82. 271–288쪽. doi:10.1017/S0041977X19000338. hdl:1887/79373. ISSN 0041-977X.
63. ↑  꾸란 구절 보기 꾸란 2:2, 꾸란 17:88–89, 꾸란 29:47, 꾸란 28:49
64. ↑  "코란". From the Jewish Encyclopedia. Retrieved 21 January 2008.
65. 1 2  Warraq (1995). 《나는 왜 무슬림이 아닌가》 (PDF). 프로메테우스 북스. 106쪽. ISBN 0-87975-984-4. 2015년 1월 17일에 원본 문서 (PDF)에서 보존된 문서. 2015년 1월 16일에 확인함.
66. 1 2 3  Mir, Mustansir (1986). 《Coherence in the Qurʾān: a study of Iṣlāḥī's concept of naẓm in Tadabbur-i Qurʾān》. Indianapolis, IN: American Trust Publ. ISBN 978-0-89259-065-0.
67. 1 2  Sells, Michael Anthony (1999). 《Approaching the Qurʼan: the early revelations》 1판. Ashland, Or: White Cloud Press. ISBN 978-1-883991-30-2.
68. ↑  Schaff, P., & Schaff, D. S. (1910). History of the Christian church. Third edition. New York: Charles Scribner's Sons. Volume 4, Chapter III, section 44 "The Koran, And The Bible"
69. ↑  Lester, Toby (January 1999). “코란은 무엇인가?”. 《디 애틀랜틱》.
70. ↑  Quoted in A. Rippin, Muslims: their religious beliefs and practices: Volume 1, London, 1991, p. 26.
71. 1 2  Neuwirth, Angelika (2014). 《Scripture, poetry, and the making of a community: reading the Qurʼan as a literary text》. Qur'anic studies series 1. publ판. Oxford: Oxford university press. ISBN 978-0-19-870164-4.
72. ↑  G. Luling asserts that a third of the Quran is of pre-Islamic Christian origins, see Über den Urkoran, Erlangen, 1993, 1st ed., 1973, p. 1.
73. 1 2  Leirvik 2010, pp. 33–34.
74. ↑  Leirvik 2010, p. 33.
75. ↑  Samuel A. Berman, Midrash Tanhuma-Yelammedenu (KTAV Publishing House, 1996), 31–32.
76. ↑  Gerald Friedlander, Pirḳe de-R. Eliezer, (The Bloch Publishing Company, 1916) 156
77. ↑  Geisler, N. L. (1999). "Qur'an, Alleged Divine Origin of". In: Baker Encyclopedia of Christian Apologetics. Grand Rapids, MI: Baker Books.
78. ↑  Did Muhammad Exist? (Why That Question Is Hard to Answer), in richardcarrier.info
79. ↑  Griffith, Sidney Harrison (2013). 《The Bible in Arabic: the Scriptures of the "People of the Book" in the language of Islam》. Jews, Christians, and Muslims from the ancient to the modern world. Princeton [N.J.]: Princeton University Press. ISBN 978-0-691-15082-6.
80. ↑  Reynolds, Gabriel Said (2010). 《The Qur'an and its biblical subtext》. Routledge studies in the Quran. London New York: Routledge. ISBN 978-0-203-85645-1.
81. ↑  Brown, Daniel W. "Rethinking Tradition in Modern Islamic Thought", 1999. pp. 113, 134.
82. ↑  꾸란, 수라 6. 가축: 38
83. ↑  Donmez, Amber C. "The Difference Between Quran-Based Islam and Hadith-Based Islam"
84. ↑  꾸란, 수라 6. 가축: 38
85. ↑  Ahmad, Aziz. "Islamic Modernism in India and Pakistan, 1857–1964". London: Oxford University Press.
86. ↑  Pervez, Ghulam Ahmed. Maqam-e Hadith 보관됨 13 11월 2011 - 웨이백 머신, Urdu version 보관됨 4 10월 2011 - 웨이백 머신
87. ↑  Latif, Abu Ruqayyah Farasat. The Quraniyun of the Twentieth Century, Masters Assertion, September 2006
88. ↑  Ahmad, Kassim. "Hadith: A Re-evaluation", 1986. English translation 1997
89. 1 2 3  Brown, Jonathan (2018). 《Hadith: Muhammad's legacy in the medieval and modern world》. Foundations of Islam Seco판. London, England: Oneworld Academic. ISBN 978-1-78607-307-5. OCLC 988857645.
90. 1 2  Esposito 1998, 67쪽.
91. ↑  Motzki, Harald (2002). 《The Origins of Islamic Jurisprudence: Meccan Fiqh before the Classical Schools》. Brill Book Archive Part 1, ISBN: 9789004472495. Leiden Boston: BRILL. ISBN 978-90-04-49153-3.
92. ↑  Madelung, Wilferd (1997). 《The Succession to Muhammad: A Study of the Early Caliphate》. 케임브리지 대학교 출판부. xi쪽. ISBN 0-521-64696-0.
93. ↑  “무함마드에 대해 실제로 아는 것은 무엇인가?”. 《openDemocracy》. 2009년 4월 21일에 원본 문서에서 보존된 문서. 2007년 11월 13일에 확인함.
94. 1 2 3  Donner, Fred Narratives of Islamic Origins: The Beginnings of Islamic Historical Writing, Darwin Press, 1998
95. ↑  “무함마드에 대해 실제로 아는 것은 무엇인가?”. 《openDemocracy》. 2009년 4월 21일에 원본 문서에서 보존된 문서. 2007년 11월 13일에 확인함.
96. ↑  Donner, Fred McGraw (2010). 《Muhammad and the believers: at the origins of Islam》. Cambridge, Mass: The Belknap Press of Harvard University Press. ISBN 978-0-674-05097-6. OCLC 456169900.
97. ↑  El Shamsy, Ahmed (2020). 《Rediscovering the Islamic classics: how editors and print culture transformed an intellectual tradition》. Princeton, NJ: Princeton University Press. ISBN 978-0-691-20124-5.
98. 1 2  윌리엄 몽고메리 와트. 〈Ka'b ibn al-Ashraf〉.   P.J. Bearman; Th. Bianquis; C.E. Bosworth; E. van Donzel; W.P. Heinrichs. 《이슬람 백과사전 온라인》. Brill Academic Publishers. ISSN 1573-3912.
99. ↑  Uri Rubin, The Assassination of Kaʿb b. al-Ashraf, Oriens, Vol. 32. (1990), pp. 65–71.
100. ↑  이븐 히샴 (1955). 《알 시라 알 나바위야》 2. 카이로. 51–57쪽. Stillman (1979), pp. 125–26에서 영어 번역.
101. ↑  Watt, W. Montgomery (1961). 《무함마드: 예언자이자 정치가》. 옥스퍼드 대학교 출판부. 229쪽. ISBN 0-19-881078-4. 2010년 5월 27일에 확인함.
102. 1 2  G. Stone Dante's Pluralism and the Islamic Philosophy of Religion Springer, 12 May 2006 ISBN 9781403983091 p. 132
103. ↑  Minou Reeves, P. J. Stewart Muhammad in Europe: A Thousand Years of Western Myth-Making NYU Press, 2003 ISBN 9780814775646 p. 93–96
104. ↑  J. Tolan, Medieval Christian Perceptions of Islam (1996) pp. 100–01
105. ↑  "무함마드와 무함마드주의". Catholic Encyclopedia에서. 2008년 1월 21일에 검색.
106. ↑  카티르, 이븐, "이븐 카티르의 타프시르", 알피르다우스 유한회사, 런던, 2000, 50-53 - 이븐 카티르는 "가벼운 타격"이라고 말한다.
107. ↑  Osman, Amr (2017). 《Domestic Violence and the Islamic Tradition: Book Review》. 《Journal of Islamic Ethics》 1. 203–207쪽. doi:10.1163/24685542-12340009.
108. ↑  라레 바크티아르, 숭고한 꾸란, 2007년 번역
109. ↑  "성 꾸란: 텍스트, 번역 및 주석", 압둘라 유수프 알리, 아마나 코퍼레이션, 브렌트우드, MD, 1989. ISBN 0-915957-03-5, 구절은 4:34의 주석에서 인용되었다 - 압둘라 유수프 알리는 꾸란 주석에서 다음과 같이 진술한다: "가족 싸움의 경우 네 단계가 언급되며 순서대로 수행된다. (1) 아마도 언어적 조언이나 훈계로 충분할 것이다. (2) 그렇지 않다면 성적 관계를 중단할 수 있다. (3) 이것으로 충분하지 않다면 약간의 신체적 교정이 가해질 수 있다. 그러나 이맘 샤피이는 이것이 허용되더라도 바람직하지 않다고 생각하며, 모든 권위자들은 다음 조항에서 언급된 괴롭힘 종류의 잔인성조차도 비난하는 데 만장일치이다. (4) 이 모든 것이 실패하면 4:35에서 가족 회의가 권장된다." 압둘라 유수프 알리, 성 꾸란: 텍스트, 번역 및 주석 (4:34 주석), 아마나 코퍼레이션, 브렌트우드, MD, 1989. ISBN 0-915957-03-5.
110. ↑  아마르, 나왈 H. (2007년 5월). "이슬람에서 아내 폭행: 해석에 대한 포괄적인 이해". 여성 폭력 13 (5): 519–23
111. ↑  “Opzij 환영”. 2007년 9월 27일에 원본 문서에서 보존된 문서.
112. ↑  게르버 (1986), pp. 78–79
113. ↑  "반유대주의". 유대 백과사전
114. ↑  사우디아라비아의 불관용 커리큘럼 보관됨 2009-03-18 - 웨이백 머신 (pdf), 프리덤 하우스, 2006년 5월, pp. 24–25.
115. 1 2  샘 해리스 온건한 무슬림은 누구인가?
116. ↑  꾸란 이해 - 12페이지, 아흐마드 후세인 사크르 - 2000
117. ↑  Anver M. Emon, Religious Pluralism and Islamic Law: Dhimmis and Others in the Empire of Law, Oxford University Press, ISBN 978-0199661633, pp. 99–109.
118. ↑  Walker Arnold, Thomas (1913). 《이슬람 설교: 무슬림 신앙 전파의 역사》. 콘스터블 & 로빈슨 유한회사. 60–1쪽. 이 세금은 일부 사람들이 생각하는 것처럼 무슬림 신앙을 받아들이기를 거부한 것에 대한 벌금으로 기독교인들에게 부과된 것이 아니라, 군대에 복무하는 것을 막는 종교를 가진 다른 딤미 또는 국가의 비무슬림 신민과 마찬가지로 무살만의 무기에 의해 확보된 보호에 대한 대가로 지불되었다. (온라인)
119. ↑  Esposito 1998, 34쪽. 그들은 정복당한 국가의 토착 통치자와 군대를 대체했지만, 정부, 관료제, 문화의 많은 부분을 보존했다. 정복당한 지역의 많은 사람들에게 이는 주인의 교체에 지나지 않았으며, 비잔틴-페르시아 전쟁으로 인한 사상자와 과중한 세금으로 인해 사기가 저하되고 불만스러워진 사람들에게 평화를 가져다주었다. 지역 사회는 내부, 국내 문제에서 자신의 삶의 방식을 자유롭게 계속 따를 수 있었다. 여러 면에서 지역 주민들은 비잔틴과 페르시아의 헬레니즘화된 그리스-로마 엘리트보다 무슬림 통치가 더 유연하고 관용적이며, 유대인과 토착 기독교인에게 더 큰 종교적 자유를 가져다주었다는 것을 알게 되었다. 그 대가로 그들은 조공, 인두세(지즈야)를 지불해야 했는데, 이는 외부 침략으로부터 무슬림 보호를 받을 자격이 있으며 군 복무에서 면제된다는 것을 의미했다. 따라서 그들은 "보호받는 자들"(딤미)이라고 불렸다. 실제로 이는 종종 낮은 세금, 더 큰 지방 자치, 비잔틴의 헬레니즘화된 엘리트보다 언어적, 문화적으로 더 가까운 셈족 동료에 의한 통치, 유대인과 토착 기독교인에게 더 큰 종교적 자유를 의미했다.
120. ↑  “무슬림-유대인 참여 센터”. 2016년 6월 4일. 2016년 6월 4일에 원본 문서에서 보존된 문서.
121. ↑  “무슬림-유대인 참여 센터”. 2016년 6월 4일. 2016년 6월 4일에 원본 문서에서 보존된 문서.
122. ↑  “무슬림-유대인 참여 센터”. 2016년 4월 13일. 2016년 4월 13일에 원본 문서에서 보존된 문서.
123. ↑  “무슬림-유대인 참여 센터”. 2015년 12월 30일. 2015년 12월 30일에 원본 문서에서 보존된 문서.
124. ↑  “무슬림-유대인 참여 센터”. 2016년 6월 4일. 2016년 6월 4일에 원본 문서에서 보존된 문서.
125. ↑  “무슬림-유대인 참여 센터”. 2016년 6월 4일. 2016년 6월 4일에 원본 문서에서 보존된 문서.
126. ↑  “무슬림-유대인 참여 센터”. 2015년 5월 1일. 2015년 5월 1일에 원본 문서에서 보존된 문서.
127. ↑  “무슬림-유대인 참여 센터”. 2015년 5월 1일. 2015년 5월 1일에 원본 문서에서 보존된 문서.
128. ↑  “무슬림-유대인 참여 센터”. 2016년 6월 4일. 2016년 6월 4일에 원본 문서에서 보존된 문서.
129. ↑  “무슬림-유대인 참여 센터”. 2016년 6월 4일. 2016년 6월 4일에 원본 문서에서 보존된 문서.
130. ↑  “무슬림-유대인 참여 센터”. 2016년 6월 4일. 2016년 6월 4일에 원본 문서에서 보존된 문서.
131. ↑  “무슬림-유대인 참여 센터”. 2012년 10월 26일. 2012년 10월 26일에 원본 문서에서 보존된 문서.
132. ↑  “무슬림-유대인 참여 센터”. 2016년 4월 30일. 2016년 4월 30일에 원본 문서에서 보존된 문서.
133. ↑  “무슬림-유대인 참여 센터”. 2016년 5월 2일. 2016년 5월 2일에 원본 문서에서 보존된 문서.
134. ↑  Taheri-azar, Mohammed Reza (2006). 《The Daily Tar Heel에 보내는 편지》 – 위키문헌 경유.
135. ↑  해리스, 샘 (2005). 《신앙의 종말: 종교, 테러, 그리고 이성의 미래》. W. W. 노턴; 재판. 31, 149쪽. ISBN 0-393-32765-5.
136. ↑  불멸의 유대인들, 맥스 I. 디먼트 저, 134페이지
137. ↑  “모든 '훌'이 여성인가?”. 《Dawn.com》. 2011년 6월 9일. 2019년 4월 22일에 확인함.
138. ↑  Lewis, Bernard (1990). Race and Slavery in the Middle East. New York: Oxford University Press. ISBN 0-19-505326-5, p. 10.
139. ↑  Manning, Patrick (1990). Slavery and African Life: Occidental, Oriental, and African Slave Trades. 케임브리지 대학교 출판부. ISBN 0-521-34867-6, p. 28
140. 1 2  쿠란 백과사전, 노예와 노예제
141. ↑  존 L. 에스포지토 (1998) p. 79
142. ↑  Levanoni, Amalia (2010). 〈PART II: EGYPT AND SYRIA (ELEVENTH CENTURY UNTIL THE OTTOMAN CONQUEST) – The Mamlūks in Egypt and Syria: the Turkish Mamlūk sultanate (648–784/1250–1382) and the Circassian Mamlūk sultanate (784–923/1382–1517)〉.   Fierro, Maribel. 《The New Cambridge History of Islam, Volume 2: The Western Islamic World, Eleventh to Eighteenth Centuries》. 케임브리지 and 뉴욕: 케임브리지 대학교 출판부. 237–284쪽. doi:10.1017/CHOL9780521839570.010. ISBN 978-1-139-05615-1. 아랍어 용어 맘루크는 문자 그대로 '소유된' 또는 '노예'를 의미하며, 백인 튀르키예인의 노예로서, 이교도 출신으로 무슬림 통치자들이 그들의 군대에서 병사로 복무하기 위해 중앙아시아와 유라시아 스텝에서 구입했다. 맘루크 부대는 3/9세기부터 무슬림 군대의 필수적인 부분을 형성했으며, 정부에 대한 맘루크의 참여는 중세 중동에서 점점 더 익숙한 일이 되었다. 그들의 절대 통치로 가는 길은 이집트에서 아이유브 왕조의 이집트 통치자인 알 살리흐 아이유브(r. 637–47/1240–9) 치세 동안 맘루크 세력이 군사적, 정치적 지배권을 얻었을 때 열렸다.
143. ↑  아얄론, 다비드 (2012). 〈맘루크〉.   보스워스, C. E.; 반 돈젤, E. J.; 하인리히스, W. P.; 루이스, B.; 펠라트, Ch. 《이슬람 백과사전, 제2판》 6. 레이던: 브릴 출판사. doi:10.1163/1573-3912_islam_COM_0657. ISBN 978-90-04-08112-3.
144. ↑  Murray Gordon, "Slavery in the Arab World." New Amsterdam Press, New York, 1989. Originally published in French by Editions Robert Laffont, S.A. Paris, 1987, p. 21.
145. ↑  Murray Gordon, "Slavery in the Arab World." New Amsterdam Press, New York, 1989. Originally published in French by Editions Robert Laffont, S.A. Paris, 1987, pp. 44–45.
146. ↑  로드니 스타크, "하나님의 영광을 위해: 일신론이 어떻게 종교 개혁, 과학, 마녀 사냥, 그리고 노예제 종식으로 이어졌나", p. 338, 2003, 프린스턴 대학교 출판부, ISBN 0691114366
147. ↑  Murray Gordon (1989). 《아랍 세계의 노예제》. 로우먼 & 리틀필드. 19–20쪽. ISBN 9780941533300.
148. ↑  Brunschvig, R. (1986). 〈ʿAbd〉.   P. Bearman; Th. Bianquis; C.E. Bosworth; E. van Donzel; W.P. Heinrichs. 《이슬람 백과사전》 1 2차판. 브릴. 26쪽.
149. ↑  옥스퍼드 이슬람 사전, 노예제, p. 298
150. ↑  “이슬람 국가, 이라크에서 야지디 여성 및 소녀 노예화 정당화 모색”. 《뉴스위크》. 2014년 10월 13일.
151. ↑  앨런 맥더피, [https://www.theatlantic.com/international/archive/2014/10/isis-confirms-and-justifies-enslaving-yazidis-in-new-magazine-article/381394/ "ISIS, 여성과 어린이 노예화 자랑," 디 애틀랜틱, 2014년 10월 13일
152. ↑  살마 압델아지즈, [http://www.cnn.com/2014/10/12/world/meast/isis-justification-slavery/ "ISIS, 여성 노예화에 대한 정당성 발표," CNN, 2014년 10월 13일
153. ↑  리처드 스펜서, [https://www.telegraph.co.uk/news/worldnews/islamic-state/11158797/Thousands-of-Yazidi-women-sold-as-sex-slaves-for-theological-reasons-says-Isil.html "수천 명의 야지디 여성, '신학적 이유'로 성 노예로 팔렸다고 이슬람 국가 주장," 데일리 텔레그래프, 2014년 10월 13일.
154. ↑  아부 엘 파들, 위대한 도둑질, 하퍼샌프란시스코, 2005.
155. ↑  “경제사학과” (PDF). 2009년 3월 25일에 원본 문서 (PDF)에서 보존된 문서. 2022년 3월 9일에 확인함.
156. ↑  칼리드 아부 엘 파들 그리고 윌리엄 클라렌스-스미스
157. 1 2  Campo, Juan Eduardo (2009). 《이슬람 백과사전》. 인포베이스 퍼블리싱. 48쪽. ISBN 9781438126968.
158. ↑  꾸란 2:217
159. ↑  W. Heffening, in Encyclopedia of Islam
160. ↑  쿠란 백과사전, 배교
161. ↑  아마드 이븐 나키브 알미스리, 누 하밈 켈러 (1368). “이슬람 성법 고전 수동서” (PDF). 《Shafiifiqh.com》. 517, O8.0장: 이슬람에서 배교 (리다)쪽. 2020년 5월 14일에 확인함.
162. ↑  아마드 이븐 나키브 알미스리, 누 하밈 켈러 (1368). “여행자의 의존성” (PDF). 《아마나 출판물》. 2020년 5월 14일에 확인함.
163. ↑  압둘라히 아흐메드 안나임 (1996). 《이슬람 개혁을 향하여: 시민 자유, 인권 및 국제법》. 시러큐스 대학교 출판부. 183쪽. ISBN 9780815627067.
164. ↑  키시아, 알리; 리먼, 올리버 (2008). 《이슬람: 핵심 개념》. 라우틀리지. 10쪽. ISBN 9780415396387.
165. ↑  에스포지토, 존 L. (2004). 《옥스퍼드 이슬람 사전》. 옥스퍼드 대학교 출판부. 22쪽. ISBN 9780195125597.
166. ↑  〈무르타드〉. 《이슬람 백과사전》. 2003.
167. ↑  학습 안내: 종교 또는 신념의 자유, 미네소타 대학교 인권 도서관
168. ↑  “유엔 세계 인권 선언”.
169. ↑  아야톨라 몬타제리: "모든 개종이 배교는 아니다", 마흐디 자미 작성, 페르시아어, BBC 페르시아, 2005년 2월 2일. 2006년 4월 25일에 검색.
170. ↑  그랜드 아야톨라 호세인-알리 몬타제리: "모든 개종이 배교는 아니다", 마흐디 자미 작성, 페르시아어, BBC 페르시아, 2005년 2월 2일. 2006년 4월 25일에 검색.
  - 이슬람이 종교의 자유에 대해 말하는 것, 마그디 압델하디 작성, BBC 아랍 문제 분석가, 2006년 3월 27일. 2006년 4월 25일에 검색.
  - S. A. Rahman 저 "이슬람의 배교 처벌", 라호르 이슬람 문화 연구소, 1972, pp. 10–13
  - 이슬람의 배교 처벌 보관됨 2009-09-26 - 웨이백 머신, 아흐마드 샤파아트 박사의 배교에 대한 견해.
  - Religious Tolerance.org, 이슬람의 배교 (Irtdidad), B.A. 로빈슨 작성, Religious Tolerance.org, 2006년 4월 7일. 2006년 4월 16일에 검색.
171. ↑  요하난 프리드만, 이슬람의 관용과 강압, 케임브리지 대학교 출판부, p. 5
172. ↑  카드리, 사다카트 (2012). 《지상 낙원: 고대 아라비아 사막에서 샤리아 법을 거치는 여정 ..》. 맥밀란. 249쪽. ISBN 9780099523277.
173. ↑  아스마 아프사루딘 (2013), 신의 길에서 애쓰기: 이슬람 사상에서 지하드와 순교, p. 242. 옥스퍼드 대학교 출판부. ISBN 0199730938.
174. ↑  와엘, B. 할라크 (2009). 《샤리아: 이론, 실천 및 변환》. 케임브리지 대학교 출판부. 319쪽. ISBN 978-0-521-86147-2.
175. ↑  루이스, 버나드 (1998년 1월 21일). “이슬람 혁명”. 《뉴욕 리뷰 오브 북스》.
176. ↑  C. E. Bosworth: George Makdisi 저 "대학의 부상. 이슬람과 서양의 학습 기관"에 대한 제목 없는 리뷰, 왕립 아시아 학회 저널 (영국 및 아일랜드), No. 2 (1983), pp. 304–05
177. ↑  “무신론자 13개국에서 사형, 자유사상 보고서에 따르면 전 세계적으로 차별 직면”. 《허핑턴 포스트》. 2013년 12월 10일.
178. ↑  라 일라하 일랄라 말의 장점에 대한 40 하디스 보관됨 2015-09-04 - 웨이백 머신| G.F. Haddad 박사 편집| (하디스 26, 부카리, 무슬림, 아흐마드, 타얄리시, 아부 다우드, 나사이, 알 아드니, 아부 아와나, 알 타하위, 알 하킴, 바이하키가 전승함.)
179. ↑  카드리, 사다카트 (2012). 《지상 낙원: 고대 아라비아 사막에서 샤리아 법을 거치는 여정 ..》. 맥밀란. 239쪽. ISBN 9780099523277. 2016년 12월 2일에 원본 문서에서 보존된 문서.
180. ↑  인터뷰: 윌리엄 몽고메리 와트 보관됨 2011-08-07 - 웨이백 머신, 바시르 만 & 알라스테어 매킨토시
181. ↑  테러 영장: 급진 이슬람의 파트와와 지하드의 의무, p. 68, 슈무엘 바르, 2006
182. ↑  모건, 다이앤 (2010). 《필수 이슬람: 신념과 실천에 대한 종합 가이드》. ABC-클리오. 87쪽. ISBN 978-0-313-36025-1. 2011년 1월 5일에 확인함.
183. ↑  웬디 도니거, 편집. (1999). 《메리엄-웹스터 세계 종교 백과사전》. 메리엄-웹스터. ISBN 0-87779-044-2., 지하드, p. 571
184. ↑  요세프 W. 메리, 편집. (2005). 《중세 이슬람 문명: 백과사전》. 라우틀리지. ISBN 0-415-96690-6., 지하드, p. 419
185. ↑  존 에스포지토(2005), 이슬람: 올바른 길, p. 93
186. ↑  엠버, 멜빈; 엠버, 캐롤 R.; 스코가드, 이안 (2005). 《디아스포라 백과사전: 전 세계 이민자 및 난민 문화. 디아스포라 공동체》 2. 스프링거. ISBN 0-306-48321-1.
187. ↑  버나드 루이스, 이슬람의 정치 언어 (시카고: 시카고 대학교 출판부, 1988), p. 72.
188. ↑  루이스, 버나드, 이슬람의 위기, 2001 2장
189. ↑  쿡, 데이비드. 지하드 이해. 캘리포니아 대학교 출판부, 2005. 구글 북스에서 2011년 11월 27일에 검색. ISBN 0-520-24203-3, ISBN 978-0-520-24203-6.
190. ↑  Abdelmalek, Fawzy T. (2008). 《전환점: 이슬람 & 예수 구원》. AuthorHouse. 210쪽. ISBN 9781468534290.
191. ↑  “올랜도 살인자가 기독교인이었다면 어떨까?”. 《내셔널 리뷰》. 2016년 6월 13일.
192. ↑  존 뉴먼, "칼라차크라 탄트라의 이슬람[깨진 링크(과거 내용 찾기)]", 국제 불교 연구 협회 저널, Vol. 21, No. 2, 1998
193. ↑  “지하드와 사우디 석유 달러”. 2007년 11월 15일  – news.bbc.co.uk 경유.
194. ↑  소하일 H. 하시미, 데이비드 밀러, 경계와 정의: 다양한 윤리적 관점, 프린스턴 대학교 출판부, p. 197
195. ↑  “칼릴 무함마드”. 샌디에이고 주립대학교 종교 연구학과. 2008년 7월 8일에 원본 문서에서 보존된 문서.
196. ↑  알리, 마울라나 무함마드; 이슬람 종교 보관됨 2018-04-21 - 웨이백 머신 (6판), 5장 "지하드" p. 414 "언제 전쟁이 멈출 것인가". 라호르 아흐마디야 운동 발행
197. ↑  사드르 우딘, 마울비. 《꾸란과 전쟁》. 무슬림 서적 사회, 라호르, 파키스탄. 8쪽. 2016년 3월 8일에 원본 문서에서 보존된 문서. 2012년 10월 8일에 확인함.
198. ↑  지하드에 관한 기사 보관됨 2017-08-29 - 웨이백 머신 Dr. G. W. Leitner (The Oriental Institute, UK 설립자) 작성, 아시아 분기별 검토, 1886년 발행. ("지하드는 심지어 자신의 종교에 대한 가장 심한 모욕에 대해 자위로서 정의로운 전쟁 노력으로 설명될 때에도 엄격하게 제한된다..")
199. ↑  전쟁/지하드에 관한 꾸란의 명령 보관됨 2018-04-26 - 웨이백 머신 우르두어 기사의 영어 번역, Basharat-e-Ahmadiyya Vol. I, pp. 228–32, Dr. Basharat Ahmad 저; 라호르 아흐마디야 운동 이슬람 전파를 위한 발행
200. ↑  마울라나 무함마드, 알리. 《이슬람 종교 (6판), 5장 "지하드"》. 라호르 아흐마디야 운동. 411–13쪽. 2020년 4월 26일에 원본 문서에서 보존된 문서. 2025년 5월 31일에 확인함.
201. ↑  매튜스, 찰스 T. (2010). 《종교 윤리 이해》. 존 와일리 앤 선즈. 197쪽. ISBN 9781405133517.
202. 1 2  마골리오스, D. S. (1905). 무함마드와 이슬람의 부상 (제3판, pp. 362–63). 뉴욕; 런던: G. P. 푸트넘 앤 선즈; 너커보커 프레스.
203. ↑  파이저, 리즈위 (2013년 9월 5일). 《무함마드의 삶: 알 와키디의 키타브 알 마가지》 (영어). 라우틀리지. 252쪽. ISBN 978-1-136-92114-8.
204. ↑  아샤스, 하피즈 아부 다우드 술레이만 (2014년 10월 12일). 《수난 아부 다우드》 (영어, 아랍어) 5. 45쪽.
205. ↑  
그는 이것이 억제되지 않은 정복의 구실이 되었다고 썼다. "그 변명은 메디나와 그 주변 외부의 전 세계에 대한 공격을 포함할 수 있다. 그리고 카이버를 떠날 때 예언자는 이미 자신의 손에 세계를 가지고 있는 것처럼 보였다. 이것은 유대인들이 동등하게 용납되고, 우상 숭배자들조차 공개적인 적대감을 드러내지 않는 한 방해받지 않게 되던 메디나 초기 시절로부터 큰 진전이었다. 이제 어떤 공동체가 우상 숭배자이거나 유대인이거나 무함마드교도가 아닌 그 외의 무엇이든 간에 그것에 대한 살인적인 공격을 정당화했다. 새로운 정복에 대한 열정은 그 이전의 알렉산더나 그 이후의 나폴레옹에게 그랬듯이 예언자를 지배했다." 마골리오스, D. S. (1905). 무함마드와 이슬람의 부상 (제3판, p. 363). 뉴욕; 런던: G. P. 푸트넘 앤 선즈; 너커보커 프레스.
206. ↑  와트 189
207. ↑  Veccia Vaglieri, L. "하이버", 이슬람 백과사전
208. ↑  누마니 (1979), vol. II, pg. 156
209. 1 2  사무엘 로젠블라트, 반유대주의 에세이: 이슬람의 유대인들, p. 112
210. ↑  핀슨; 로젠블라트 (1946) pp. 112–119
211. ↑  푸니야니, 람 (2005). 《종교, 권력 & 폭력: 현대의 정치 표현》. SAGE. 97–98쪽. ISBN 9780761933380.
212. ↑  암스트롱, 캐런 (1993). 《무함마드: 예언자의 전기》. 하퍼샌프란시스코. 165쪽. ISBN 0-06-250886-5.
213. ↑  간디안 순간, 라민 자한베글루 저, 117페이지.
214. ↑  간디의 이슬람에 대한 반응, 쉴라 맥도너 저, 110페이지.
215. ↑  냉전 집합: 탈식민지화에서 디지털로, 바크티 슈링가르푸레, 라우틀리지 저, 81페이지.
216. ↑  이란, 임시 결혼에 대해 이야기하다, 프랜시스 해리슨, BBC 뉴스, 마지막 업데이트: 2007년 6월 2일.

  - 일부 이라크인 사이에서 임시 '즐거움 결혼' 다시 유행, 낸시 트레호스 작성, 워싱턴 포스트, 2007년 1월 20일.
217. ↑   욕망의 법: 시아 이란의 임시 결혼, 샬라 하에리, p. 6.

  - 초보자를 위한 이슬람, 맬컴 클라크 저.
  - 이슬람: 아주 짧은 소개, 말리스 루스벤 저.
218. ↑  타프시르 알 쿠란 알 아짐, 1권 p. 74 answering-ansar.org 보관됨 2012-05-02 - 웨이백 머신
219. ↑  모타하리, 모르테자. “이슬람 여성의 권리, 고정 기간 결혼 및 하렘 문제”. al-islam.org. 2011년 1월 10일에 확인함.
220. ↑  “자와즈닷컴: 기사와 에세이”. 《www.zawaj.com》.
221. ↑  임시 결혼, 이란 백과사전
222. ↑  “무타, 이슬람법의 임시 결혼”. 《www.al-islam.org》. 2012년 9월 27일.
223. ↑  Said Amir Arjomand (1984), From nationalism to revolutionary Islam, page 171
224. ↑  “미샤르 결혼”. 《피끄흐》. 2006년 7월 6일. 2011년 1월 4일에 원본 문서에서 보존된 문서.
225. ↑  로디, 무슈타크 K. (2011년 7월 1일). 《이슬람과 서양》. 스트래티직 북. ISBN 9781612046235.
226. ↑  엘하디, 엘리 (2006). 《이슬람 방패》. 유니버설 출판사. ISBN 9781599424118.
227. ↑  폴, 플로리안 (2010년 9월 1일). 《무슬림 세계: 현대 무슬림 사회》. 마셜 캐번디시. 52–53쪽. ISBN 9780761479277. 2013년 4월 5일에 확인함.
228. ↑  빈 메니, 압둘라 빈 술라이만: 미샤르 결혼에 관한 파트와 (그리고 이븐 우타이민 의견, 알 알바니) (아랍어) 알 아즈하르 파트와 위원회, 미샤르에 반대하는 또 다른 결혼]
229. ↑  암스트롱 1992, 157쪽
230. 1 2  스펠버그 1996, 40쪽
231. ↑  와트 1960
232. ↑  바를라스 2002, 125–26쪽
233. ↑  아프사루딘 2014
234. ↑  알리 1997, 150쪽
235. ↑  바를라스, 아스마 (2012). 《이슬람에서 "믿는 여성": 꾸란에 대한 가부장적 해석 재독》. 텍사스 대학교 출판부. 126쪽. 반면, 그러나, 아이샤의 언니 아스마의 나이에 대한 세부 정보에 기초하여 아이샤의 나이를 계산하는 무슬림들은, 아스마에 대해 더 잘 알려져 있으며, 히즈라 (예언자의 메카에서 메디나로의 이주)에 대한 세부 정보도 고려하여, 그녀가 결혼했을 때 열세 살 이상, 어쩌면 열일곱 살에서 열아홉 살 사이였을 것이라고 주장한다. 이러한 견해는 아이샤가 결혼 당시 "고대 아랍 시와 족보에 대한 좋은 지식"을 가지고 있었으며 "아랍 이슬람 윤리의 근본적인 규칙을 발음했다"고 주장하는 아하디스와 일치한다.
236. ↑  알리 1997, 150쪽.
237. ↑  아야톨라 카즈비니. “아이샤는 어렸을 때 예언자와 결혼했는가? (페르시아어 및 아랍어)”. 2010년 9월 26일에 원본 문서에서 보존된 문서.
238. ↑  브라운, 조나단 A.C. (2014). 《무함마드 오인용: 예언자의 유산 해석의 도전과 선택》. 원월드 출판. 146–47쪽. ISBN 978-1-78074-420-9.
239. ↑  C. (콜린) 터너, 이슬람: 기초, 라우틀리지 프레스, p.34–35
240. ↑  캐런 암스트롱, 무함마드: 우리 시대의 예언자, 하퍼프레스, 2006, p. 167 ISBN 0-00-723245-4.
241. ↑  Hajjar, Lisa. "종교, 국가 권력, 무슬림 사회의 가정 폭력: 비교 분석 틀." Law & Social Inquiry 29.1 (2004); pp. 1–38 참조
242. ↑  Treacher, Amal. "다른 여성, 페미니즘, 이슬람 읽기." Studies in Gender and Sexuality 4.1 (2003); pp. 59–71
243. ↑  존 C. 레인즈 & 다니엘 C. 매과이어 (편), 파리드 이삭, 남성이 여성에게 빚진 것: 세계 종교 남성들의 목소리, 뉴욕 주립대학교 (2001), pp. 201–03 참조
244. ↑  “수라 4:34 (안 니사), 알림 — 모하마드 아사드 번역, 지브롤터 (1980)”. 2013년 9월 27일에 원본 문서에서 보존된 문서. 2015년 3월 31일에 확인함.
245. ↑  “살리 및 그라미 (2011), 중동 및 북아프리카의 성별 및 폭력, 피렌체 (이탈리아), 유럽 대학 연구소”. 2013년 9월 27일에 원본 문서에서 보존된 문서.
246. ↑  테스넴 알키엑; 달리아 모가헤드; 오마르 술레이만; 조나단 브라운 (2017년 5월 22일). “이슬람과 여성에 대한 폭력: 무슬림 공동체의 가정 폭력 및 명예 살인에 대한 비판적 검토”. 야킨 연구소. 2020년 2월 23일에 확인함.
247. ↑  노마니, 아스라 Q. (2006년 10월 22일). “옷이 문제가 아니다”. 《워싱턴 포스트》.
248. ↑  “중동 및 북아프리카 남녀평등 현황 – 중동 및 북아프리카 소녀 및 여성 현황, 유니세프” (PDF). unicef.org. 2011년 10월. 2017년 10월 9일에 원본 문서 (PDF)에서 보존된 문서. 2015년 3월 31일에 확인함.
249. ↑  “최초 결혼 연령 – 국가별 여성 – Quandl 데이터”. 2015년 2월 6일에 원본 문서에서 보존된 문서. 2015년 3월 22일에 확인함.
250. ↑  Horrie, Chris; Chippindale, Peter (1991). p. 49.
251. ↑  데이비드 파워스 (1993), 이슬람 상속 제도: 사회 역사적 접근, 아랍 법률 분기별, 8, p 13
252. ↑  
  - 버나드 루이스 (2002), 무엇이 잘못되었나?, ISBN 0-19-514420-1, pp. 82–83;
  - 브룬슈비히. 압드; 이슬람 백과사전, 브릴, 제2판, 제1권, pp. 13–40.
253. ↑  [꾸란 16:71]
254. ↑  [꾸란 24:33]
255. ↑  [꾸란 30:28]
256. ↑  “포르투갈 추기경, 무슬림과의 결혼 경고”. 《로이터》. 2009년 1월 14일. 2009년 1월 16일에 원본 문서에서 보존된 문서.
257. ↑  “포르투갈 가톨릭 지도자: '무슬림과 결혼하는 것에 대해 두 번 생각하라'”. 《슈피겔》. 2009년 1월 15일.
258. ↑  이라 M. 라피두스; 레나 살라메 (2014). 《이슬람 사회 역사》. 케임브리지 대학교 출판부 (킨들 에디션). 145쪽. ISBN 978-0-521-51430-9.
259. ↑  타리크 모두드 (2006년 4월 6일). 《다문화주의, 무슬림, 시민권: 유럽적 접근》 1차판. 라우틀리지. 3, 29, 46쪽. ISBN 978-0-415-35515-5.
260. ↑  Kilpatrick, William (2016). 《지하드에 대한 정치적으로 올바르지 않은 가이드》. 리저너리. 256쪽. ISBN 978-1621575771.
261. ↑  파스칼 브뤼크네르 – 계몽주의 근본주의 또는 반인종주의 인종주의?  원래 2007년 1월 24일 온라인 잡지 Perlentaucher에 독일어로 실렸다.
262. ↑  파스칼 브뤼크네르 – 이안 부루마와 티머시 가튼 애쉬에 대한 답변: "문제의 핵심은 특정 국가에서 이슬람이 유럽의 제2의 종교가 되고 있다는 사실입니다. 따라서 이슬람교도는 종교의 자유, 적절한 장소, 그리고 우리의 모든 존경을 받을 자격이 있습니다. 단, 그들 자신이 우리 공화적이고 세속적인 문화의 규칙을 존중하고, 다른 종교에는 허용되지 않는 치외법권적 지위를 요구하거나 특별한 권리와 특권을 주장하지 않는다는 조건 하에 말입니다."
263. ↑  파스칼 브뤼크네르 – 이안 부루마와 티머시 가튼 애쉬에 대한 답변: "이슬람 베일 착용의 과도함에 충격을 받은 많은 영국, 네덜란드, 독일 정치인들이 이제 공공장소에서 종교적 상징을 제한하는 유사한 법률을 구상하고 있다는 것은 사실입니다. 영적 영역과 신체적 영역의 분리는 엄격하게 유지되어야 하며, 신념은 사적 영역에 국한되어야 합니다."
264. ↑  나지르알리, 마이클 (2008년 1월 6일). “영국이 기독교를 잃으면서 극단주의가 번성했다”. 《더 선데이 텔레그래프》 (런던). 2008년 1월 10일에 원본 문서에서 보존된 문서.
265. ↑  “폴 클리터르, 현대 파푸아인, 다문화 사회의 딜레마, Uitgeverspers, 2002”. 2007년 10월 13일에 원본 문서에서 보존된 문서.
266. ↑  Dudolgnon Islam In Politics In Russia 라우틀리지,  2013년 11월 5일 ISBN 9781136888786 p. 301–304.
267. ↑  아페트 이난, 메데니 빌길레르와 무함마드 케말 아타튀르크의 손글씨, 터키 역사 연구소, 1998, p. 364.
268. ↑  로르신, 패트리샤 M. E. (2006). 《알제리와 프랑스, 1800-2000: 정체성, 기억, 향수》. 시러큐스 대학교 출판부. ISBN 978-0-8156-3074-6.
269. ↑  아시아. 2판, 개정 및 수정. 1909년 E. 스탠퍼드 발행 (런던).] p. 458
270. ↑  “9/11 이후 서유럽 무슬림: 왜 이슬람포비아라는 용어가 설명보다 곤경인가” (PDF).
271. ↑  메이슨, 로웨나. “나이젤 파라지: 인도 및 호주 이민자들이 동유럽 이민자들보다 낫다”. 《가디언》. 2015년 4월 24일에 원본 문서에서 보존된 문서.

Saeed, Abu Hayyan, Orientalism., Murder of History.. Facts behind the Gossips and Realities. (October 20, 2023). Available at SSRN: https://ssrn.com/abstract=4608350 or http://dx.doi.org/10.2139/ssrn.4608350